# نور الدين جهانكير
السُّلطَانُ الأَعظَم والخَاقَانُ المُكرَّم خُسرو گیتی پناه أَبُو الفَتح نُورُ الدِّين مُحمَّد خان سَلِيم جِهَانكِير پادشاه غازي بن مُحمَّد أكبر بن مُحمَّد همايون الگوركاني (بالفارسية: السُلطَانُ الأَعظَم والخَاقَانُ المُكرَّم خسرو گیتی پناه ابوالفتح نورُالدِّین مُحمَّد خان سَلِیم جهانگیر پادشاه غازی مُحمَّد أكبر بن مُحمَّد همايون گورکانی، وبالأردية: السُلطَانُ الأَعظَم والخَاقَانُ المُكرَّم خسرو گیتی پناه ابوالفتح نورُالدِّین مُحمَّد خان سَلِیم جهانگیر پادشاه غازی مُحمَّد أكبر بن مُحمَّد همايون گورکانی) (17 ربيع الأوَّل 977هـ - 17 صفر 1037هـ المُوافق فيه 30 آب (أغسطس) 1569م - 28 تشرين الأوَّل (أكتوبر) 1627م) المعروف اختصارًا بِنُور الدين جهانكير أو نُور الدين مُحمَّد جهانكير أو جهانكيرشاه أو نورُ الدين مُحمَّد سليم، هو رابع سلاطين دولة المغول الهندية الذين حكموا شبه القارة الهندية طيلة 300 عام، وقد حكم البلاد من سنة 1014هـ المُوافقة لِسنة 1605م إلى سنة 1037هـ المُوافقة لِسنة 1627م. معنى اسمه «جهانكير» هو «فاتح العالم» أو «قاهر العالم»؛ ورث عن والده دولة مُترامية الأطرف، ووقَّع مُعاهدةً تجاريَّةً مع شركة الهند الشرقيَّة الإنگليزيَّة واعدًا تُجَّارها مُعاملة تفضيليَّة، فاتحًا بِذلك شبه القارَّة الهنديَّة على مصراعيها لإنگلترا لِأوَّل مرَّة.
استكمل جُهُود والده في تطوير الدولة المغوليَّة، واشتهر بِكونه سُلطانًا عادلًا رحيمًا مُطلق التسامُح مع رعاياه، فكان يُتابع شكاوى المظلومين بِنفسه، فجعل سلسلةً من الذهب، مربوطة بسبعة أجراس، يدُقُّها المُشتكي فينزل السُلطان لِيحقق مظالم الناس بِنفسه، كما أصدر دُستُورًا من 12 وصيَّة أسَّس بها نظام دولة لِلصحَّة وتوطيد الأمن، وشجَّع العُلُوم والآداب والفُنُون، فازدهرت الحياة الفكريَّة والثقافيَّة في عهده، كما كان لزوجته نورجهان دورٌ كبيرٌ في إدارة الشُؤون التنظيمية والنسائيَّة في عصره. وكان جهانكير نفسه شغوفًا بِالمعرفة، وعلى درجةٍ عاليةٍ بِالثقافتين الفارسيَّة والتُركيَّة، واشتهر بِالإضافة إلى ذلك، بِالشجاعة والجُرأة. شابت علاقته بِوالده أكبر عدَّة شوائب خِلال حُكم الأخير، وتطوَّرت الأُمُور بينهما إلى حد الصراع بِسبب عصيان جهانكير في أواخر عهد أكبر، غير أنَّ وفاة أبناء الأخير جميعهم، وبقاء جهانكير وحده لِيرث العرش المغولي، رأبت الصدع بين الطرفين. وعلى العكس من والده، نشأ جهانكير نشأةً إسلاميَّة صافية، فلم يكن إيمانه مُتضعضعًا أو ضعيفًا كأبيه، فشبَّ مُسلمًا سليم العقيدة، على مذهب أهل السُنَّة والجماعة، يحترم العُلماء ويُكرِّمُهم. وعلى الرُغم من عدل جهانكير وميله إلى التسامُح كما أُسلف، إلَّا أنَّ دولة مغول الهند شهدت ثورات مُتعددة وفي أماكن مُتفرِّقة طيلة عهده، ما أعاقها عن المضي في الفُتُوح والتوسُّع كما كان الحال في عهد أبيه أكبر، فأمضى مُعظم الوقت وهو يعمل على وأد الفتن حتَّى وافاهُ الأجل أثناء عودته من إحدى حملاته العسكريَّة، وكان لهُ من العُمر نحو 58 سنة.
جُسِّدت شخصيَّة جهانكير في الكثير من الروايات واللوحات والأفلام السينمائيَّة، ومنها الفيلم الهندي الشهير «مُغَل أعظم»، الصادر سنة 1960م، بِالإضافة إلى العديد من الأفلام الأُخرى. كما ترك جهانكير أثرًا مُهمًّا على الصعيدين التاريخي والفني هو كتاب «تُزك جهانكيري» الذي سار فيه على نهج جد أبيه ظهير الدين بابُر في الـ«بابُر نامه» في تدوين الأحداث السياسيَّة التي وقعت خِلال عهده وإرفاقها بِالمُنمنمات البديعة التي تُصوِّرُ أبرز الوقائع، على أنَّ الكتاب المذكور يختلف عن سابقه في أنَّ جهانكير أرفقه بِآرائه وتوجُّهاته الشخصيَّة في مجالَيِ السياسة والفن، كما ضمَّنهُ معلوماتٍ عن أُسرته وعن آبائه وأجداده.

## حياته قبل السلطنة

### مولده وتربيته

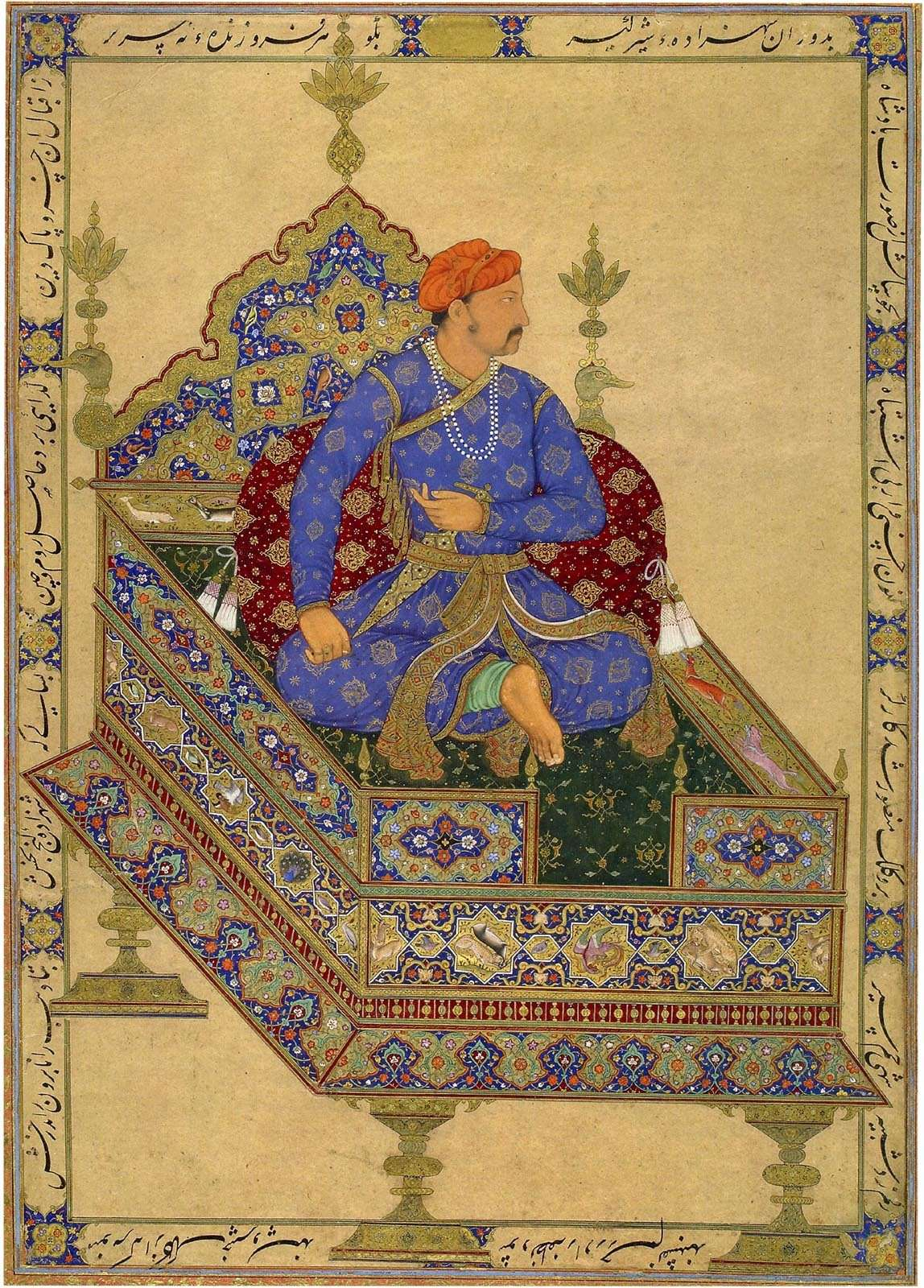
جهانكير في شبابه.

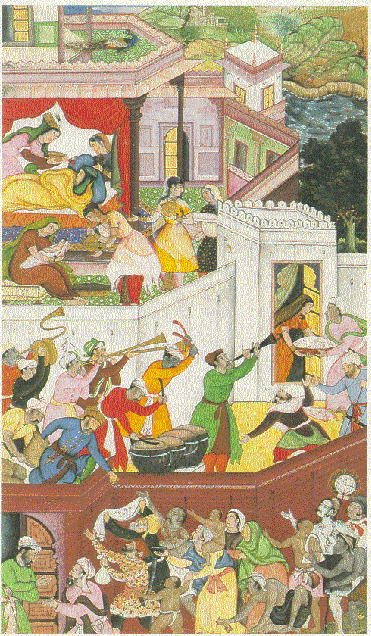
مُنمنمة مغوليَّة تُصوِّرُ الاحتفال بِمولد الشاهزاده جهانكير (أعلى يسار الصورة).

وُلد جهانكير يوم 17 ربيع الأوَّل 977هـ المُوافق فيه 30 آب (أغسطس) 1569م، لِلسُلطان جلال الدين أكبر ومريم الزمان جودا باي الهندوسيَّة ابنة أمير جيبور «بيهار مال كاشهورها». كان جلال الدين أكبر قبل مولد جهانكير قد بلغ الثامنة والعشرين من عُمره ولم يَبْقَ أحد من أولاده حيًّا، فكان يتوجَّه إلى الصالحين ويلتمس منهم أن يدعوا له بولد، لِرغبته الشديدة في ولدٍ يرثُ الحُكم من بعده، وممن كان يتبرَّك بهم الشيخ سليم بن بهاء الدين الجشتي، الذي بشرَّهُ بِثلاثة أولاد، فنذر أكبر أن يُفوِّض أمر تربية أوَّل مولود له تحت عناية الشيخ، ولما حان أوان الوضع أرسل أكبر زوجته إلى دار الشيخ (الواقعة على سفح جبل «سكري» بالقرب من مدينة آغرة) فسمَّاه بعد ميلاده «مُحمَّد سليم» تيمنًا بِالشيخ المذكور. وبنى في مكان إقامة الشيخ مدينة وجعلها عاصمة له مبالغة في التبرك بِالأرض، وسماها فتحپور سكري.
تلقَّى جهانكير في صغره تربية دينية، فحينما بدأ يشدو في القراءة والكتابة أمره والده أن يذهب إلى بيت الشيخ «عبد النبي أحمد الكنكوهي» ويدرس عليه الحديث. وأخذ عن الشيخ «صدر جهان الپهانوي» وحفظ عنه أربعين حديثًا، وسمع الحديث كذلك من الشيخ «محمد سعيد الهروي» الشهير بميركلان، وقرأ عليه شيئًا من العلم بِأمر من والده. وتثقَّف بِالثقافتين الفارسيَّة والتُركيَّة، كما حصَّل الكثير من المعارف الهندية. يرى المُؤرِّخون أنَّ تربية جهانكير مع تأثير الشيخ سليم الجشتي قد وجهَّته وجهة مُغايرة لِوجهة والده، فكان صحيح العقيدة في الإسلام، يحترم العُلماء ويُكرِّمهم. وأنَّهُ امتاز بِسلامة الفطرة والذكاء والنُبُوغ، وسنحت له فُرصة مُخالطة مُختلف طبقات الناس بأن تنشأ لديه ملكة التعرُّف على طبائع الناس وخصائصهم. وتُشير المصادر إلى أنَّ أكبر قد وضع ابنه جهانكير تحت رعاية بعض المُبشِّرين النصارى لِيُجرِّب أثر التعاليم المسيحيَّة في عقليَّة طفل صغير غير مُتعصِّب، لكنَّ التجربة فشلت، إذ لم يؤثر أي شيء في إيمانه. شارك جهانكير في الأحداث السياسيَّة في سنٍ مُبكرة، فقد حاول والده أكبر أن يُهيِّئَ ابنه لِتحمُّل المسؤوليَّة، فعيَّنهُ في منصب قائد عشرة آلاف وهو في سن السابعة أو التاسعة، واصطحبه معه في حملته على كابُل في سنة 989هـ المُوافقة لِسنة 1581م وفي سن الثانية عشرة، ورقَّاه إلى منصب قائد اثني عشر ألفًا في سنة 993هـ المُوافقة لِسنة 1585م وهو في سن السادسة عشرة.

### عصيانه والده وولايته لِلعهد

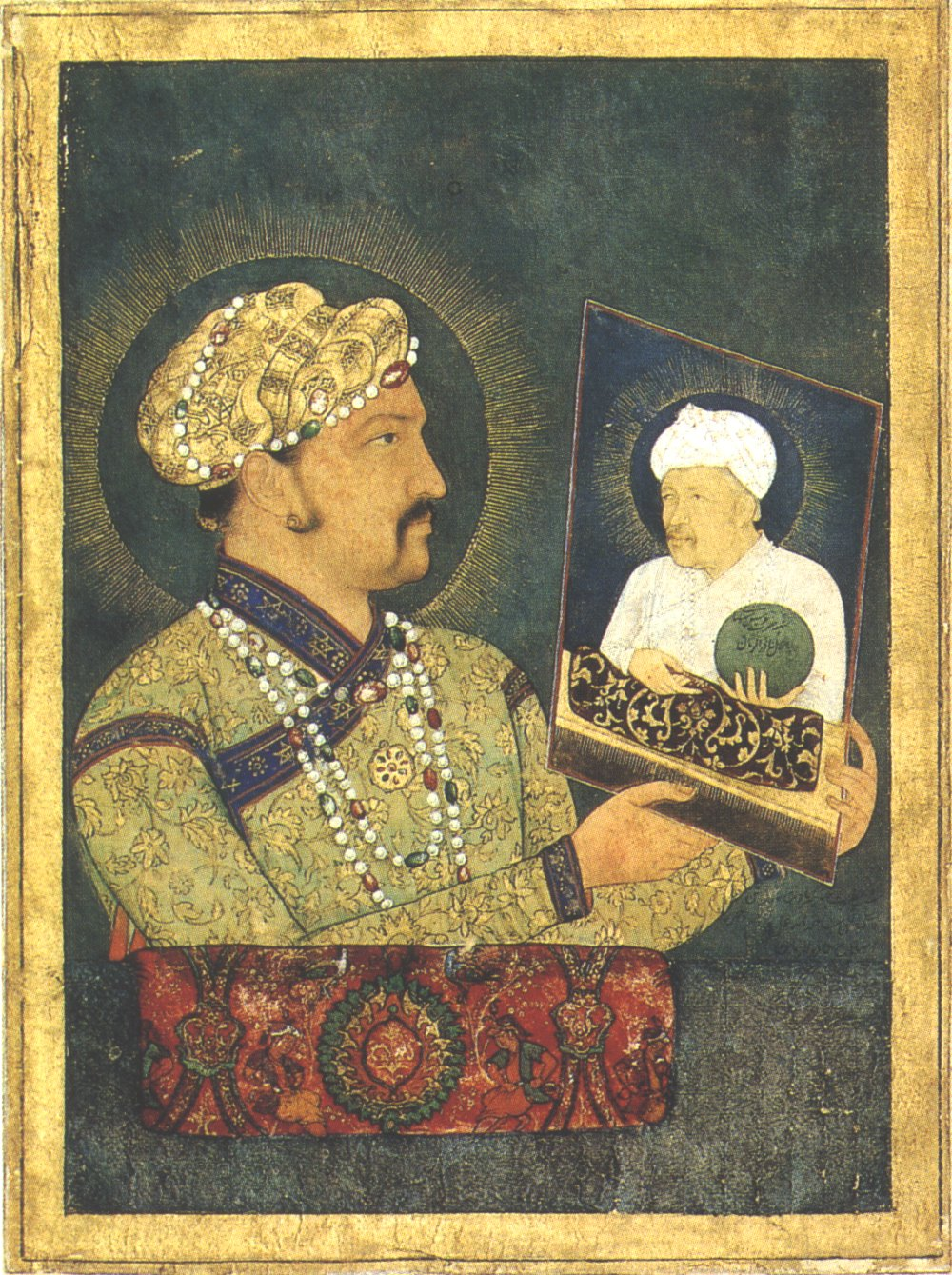
جهانكير يحملُ رسم أبيه أكبر.

أشار جهانكير في مُذكَّراته أنَّهُ كان بينه وبين والده شيءٌ من الجفاء، حيثُ كان يُحِس بِعدم حُبِّه له كما يُحبُّ أخويه الأصغرين مُراد ودانيال. يرى بعض المُؤرِّخين أنَّ شُعُوره هذا قد يكون أحد أسباب ثورته على والده في سنة 1009هـ المُوافقة لِسنة 1600م، حيث نصَّب نفسه سُلطانًا في مدينة الله آباد حين كان والده مشغولًا بِفُتُوحات الجنوب، ويُشير آخرون إلى أنَّ السبب في ثورة جهانكير ضد أبيه هو تحريض بعض الأُمراء الهندوسيين الحاقدين على «أكبر»، وهناك من يعتقد أنَّ جهانكير كان يشعر بِضُعف شخصيَّته وبالحاجة إلى إثبات ذاته وأنَّهُ لا يقل عن أبيه قُوَّةً وعظمة وقُدرةً على أن يبني لِنفسه مُلكًا بِحدِّ السيف.

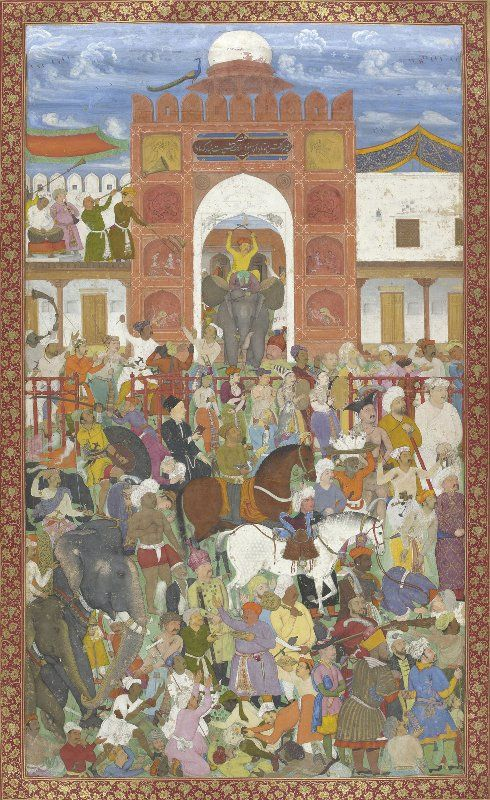
الاحتفال بِتنصيب جهانكير على العرش في مدينة الله آباد.

عاد «أكبر» من الجنوب مُسرعًا لِيُواجه تمرُّد ابنه جهانكير، وبعث جيشًا ضد ابنه بِقيادة أبي الفضل بن مُبارك -أحب خُلصاء أكبر إلى نفسه-، أدرك جهانكير أنَّهُ لا شكَّ سيُهزم إن واجه أبا الفضل في معركةٍ مكشوفة، ولهذا دبَّر خطَّةً لاغتيال أبي الفضل نُفِّذت بِنجاحٍ، فأدَّى مصرعه إلى إثارة ثائرة «أكبر»، ولكنَّهُ كان قادرًا على أن يكبح جماح نفسه في مثل هذه الظُروف العصيبة، ورأى أنه يجب التغلُّب على تمرُّد جهانكير بِكُلِّ الطُّرق السلميَّة وإلَّا تعرَّضت سلطنته كُلُّها لِلضياع، فكبت آلامه وبعث إلى ابنه رسولًا استطاع أن يقنع جهانكير بِالعودة إلى طاعة أبيه. وفي رواية أخرى ذكرها مُؤرِّخ الدولة المغوليَّة «صمصام الدولة شاه نواز خان» في كتابه «مآثر الأُمراء» أن جهانكير كان يقول: «لَقَد لَقَّنَ الشَّيْخُ أَبُو الْفَضْلِ وَالِدِي أَنَّ خَاتَمَ النَّبِيِّيْنَ مُحَمَّدًا ﷺ كَانَ أْفْصَحَ النَّاسِ وَأَنَّ الْقُرْآنَ مِنْ تَأْلِيفِهِ، وَلِذَلِكَ أَوْعَزْتُ إِلَى "نَرْسِنكه دَيْو" عِنْدَ عَوْدَةٍ أَبِي الْفَضْلِ مِنَ الْجَنُوبِ، أَنْ يَقْتُلَهُ، وَكَان وَالِدِي - بَعْدَ ذَلِكَ - تَابَ مِنْ هَذِهِ الْعَقِيدَةِ».
وظهر في البلاط حزبٌ قويٌّ يُنادي بِرفع خسرو بن جهانكير، ولهذا بقي جهانكير -بالرغم من تأكيدات أكبر له- يتوجّس خيفة من أبيه فشهر السِّلاح مرَّةً أُخرى ضدَّ أبيه، فعزم أكبر هذه المرة أن يزحف بِنفسه على ابنه، إلا أن وفاة والدته حميدة بانو بيگم وابنه دانيال في سنة 1013هـ وفق 1604م أثَّرت على نفسيَّة أكبر، وعكف على مُحاولةٍ جديدةٍ لِلتفاهم مع ابنه جهانكير، فراسله مرَّة أُخرى ودعاه إلى ترك الخصام وأكَّد أنَّهُ هو وارثُ كُل شيءٍ من بعده ولا داعي لِإسالة الدماء، ونجح أكبر في إقناع ابنه بالعودة إلى طاعته، فذهب إلى أبيه نادمًا ولكن هذه المرة اعتقلهُ أكبر حتى توسَّط من أجله عدد من سيِّدات البلاط ورجاله، فأطلق سراحه وذلك بعدما مرض أكبر مرض الموت، وظهرت في القصر اتجاهات قويَّة نحو إبعاد جهانكير عن العرش وإسناده إلى خسرو بن جهانكير، ولكن حال دون ذلك حُسن تدبير جهانكير الذي قدم إلى أبيه مُستتيبًا ما بدر من عصيانٍ في السابق، فصفح عنهُ وراح يُزوِّده بِنصائحه قبل وفاته.
ويرى المُؤرِّخ عبد العزيز سُليمان نوَّار أنَّ وضع أكبر لِجهانكير تحت رعاية المُبشرين النصارى كما أُسلف، جعلته ينشأ مهزوز الشخصيَّة مُضطرب الوجدان زائغ العقيدة، وممَّا زاد اضطراب شخصية جهانكير في الضياع أنَّ أكبر نفسه كان لا يثق كثيرًا في الأديان والمُعتقدات، فعاش جهانكير في ضياعٍ نفسيٍّ لا يستطيع أن يفر منه إلَّا بِواسطة الخمر والأفيون، التي أصابته بمركب العظمة وخور العزيمة، ويرى أنَّ طبيعة الأعمال التي قام بها خلال ثورته ضدَّ أبيه تُثبت أن شخصيَّته كانت مهزوزة ومُتناقضة.

## مُبايعة جهانكير بِعرش المغول
تُوفي السُلطان جلالُ الدين أكبر في 30 جُمادى الأولى 1014هـ المُوافق فيه 13 تشرين الأوَّل (أكتوبر) 1605م، مُتأثرًا بِالزحار، فاستُدعي جهانكير لِيخلفه على عرش البلاد، فوصل إلى العاصمة آغرة يوم الخميس 8 جُمادى الآخرة 1014هـ المُوافق فيه 17 تشرين الأوَّل (أكتوبر) 1605م، وبايعه الأُمراء والوُزراء والقادة وكبار الأعيان، وتلقَّب بِلقب «الپادشاه الغازي نُور الدين مُحمَّد جهانكير»، وكان في الثامنة والثلاثين من عُمره. ورث جهانكير عن والده دولة واسعة الأرجاء مُثبَّتة الدعائم، ساعدت الأعوام الخمسون التي قضاها أبوه في الحُكم، مع حُسن سياسته، على توطيدها، فعزم على انتهاج هذه السياسة، وقد وعد مُنذُ اللحظة الأولى أن يعمل على حماية الإسلام ورفعة شأنه، فأبطل كثيرًا من المُكُوس التي كانت تُثقلُ كاهل الشعب، وأمر بِصُنع سلسلة من الذهب تتصلُ بِعددٍ من الأجراس في غُرفته تحمل إليه إذا دقَّت مُلتمس كُلِّ مظلومٍ أو صاحب شكاية.

## الاضطرابات في بداية عهد جهانكير

### ثورة خسرو بن جهانكير

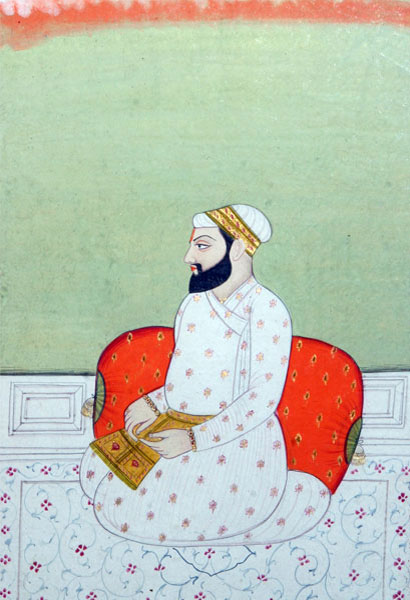
يعتبر الدكتور أحمد محمود الساداتي قتل جهانكير لزعيم السيخ گورو أرجان خطأ شنيعًا، حيث كان بمقدوره أن يُلقي به في الحبس حتى يوافيه أجله، فيتجنب بذلك إثارة عداء طائفة السيخ، التي اعتبرته شهيدًا ورفعته إلى مرتبة القديسين، وراحت تنادي بِالثأر لمقتله، فساهم عدائها في تعجيل انهيار الدولة.

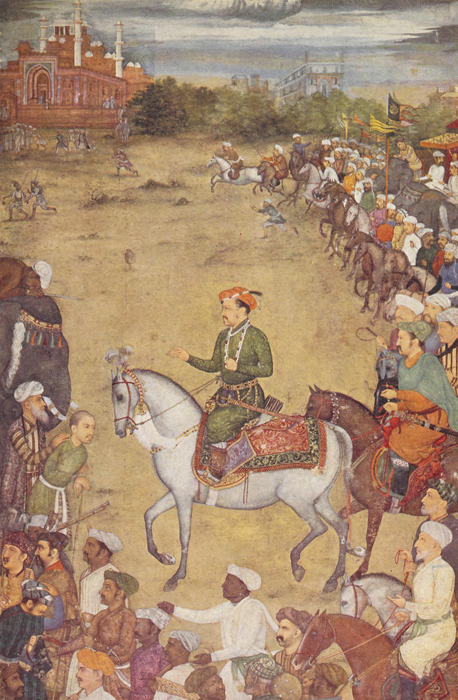
إحضار أحد الأسرى أمام جهانكير.

كان الشاهزاده خسرو الابن الأكبر لجهانكير طامعًا في المُلك ويُنافس أباه عليه، وقد التفَّ حوله في آخر أيام جلال الدين أكبر حزبٌ قويّ في البلاط، ورشَّحُوه لِتولِّي عرش المغول بعد جدِّه، ولكنهم لم يُوفقوا في مسعاهم. ومع ذلك فقد أتى خسرو إلى القصر بعد تولِّي جهانكير العرش، فعفا عنه وأكرمه، ولكنَّه وضعه في الإقامة الجبريَّة بِقلعة آغرة لِيستبقيه تحت عينيه.
تمكَّن خسرو من الفرار في يوم 28 ذي القعدة 1014هـ المُوافق فيه 6 نيسان (أبريل) 1606م، وذلك بعدما تشجَّع بِما التف حوله من الأمراء النافذين في الدولة. واتجه إلى الپُنجاب، ورافقه ثلاثُمائة وخمسون من رجاله، واستطاع بِمُساعدة بعض الحُكَّام أن يُكوِّن جيشًا من اثني عشر ألف جُندي، كما انضم إليه گورو أرجان زعيم السيخ وأمدَّهُ بِالأموال، وهُناك أعلن الثورة على أبيه، وزحف نحو مدينة لاهور وحاصرها، وما إن علم جهانكير بذلك حتى أرسل جيشًا لِقتاله، ثم أقبل عليه بِنفسه، وهُزم خسرو، وحاول الهرب، ولكن أُلقي القبض عليه وحُمل إلى الأسر، وقتل جهانكير أتباعه ومثَّل بهم، وعلى رأسهم گورو أرجان، وقد أثارت عملية قتل هذا الزعيم طائفته التي رفعته إلى مرتبة القدِّيسين.
لم يفُتّ الأسر في عضُد الشاهزاده خسرو، فاستمال نفرًا من حُرَّاسه لِيتآمروا معه على قتل السُلطان، وبعد علم جهانكير بِتدبيرهم، أمر بقتل المُتآمرين، دون ابنه الذي سُملت عيناه. وبقي في محبسه حتى مات في سنة 1031هـ المُوافقة لسنة 1622م.

### الاضطرابات في البنغال
ضمَّ السُلطان جلال الدين أكبر البنغال في سنة 983هـ المُوافقة لِسنة 1571م، وجعلها إحدى صوبات دولته، لكنَّهُ لم يسحق قُوَّة الأفغان فيها، وكانت النتيجة توالي الانتفاضات على الحُكم المغولي لِلحُصُول على الاستقلال، كما كثُر توالي الحُكَّام على تلك البلاد وقَصُر إقامة كُلُّ واحدٍ منهم بها، ممَّا زاد من اضطراب الأحوال. وكان أوَّل كبار أُمراء الأفغان الذين أشهروا العصيان على المغول: موسى خان بن عيسى البوروبهوياني، فقد بقي هذا الأمير خالعًا لِلطاعة مُنذُ أواخر سِنِيْ أكبر حتَّى أوائل عهد جهانكير، فجرَّد عليه حملةً عسكريَّةً بِقيادة إسلام خان الجشتي، الذي تمكَّن من إخضاعه وقبض عليه وزجَّهُ في السجن يوم 19 ربيع الآخر 1019هـ المُوافق فيه 10 تمُّوز (يوليو) 1610م. وفي سنة 1021هـ المُوافقة لِسنة 1612م، عاود الأفغان الثورة بِقيادة أميرٍ آخر يُدعى عُثمان خان اللوحاني، فعاد جهانكير وأرسل على الثُوَّار القائد إسلام خان، فسار الأخير على وجه السُرعة من مدينة جهانكيرنگر إلى حسنفور الواقعة شمال مدينة «بوقاي نگر»، عاصمة الأمير الثائر. وحاصر المغول المدينة المذكورة، واشتبكوا مع قُوَّات عُثمان خان فهزموها، وهرعت قبائل البطهان المُجاورة إلى خلع طاعة عُثمان والدُخُول تحت جناح السُلطان المغولي. وفرَّ عُثمان خان إلى منطقة سيلهت حيثُ بقي لديه بعض الحُلفاء من شُيُوخ القبائل مثل أنور خان وبايزيد الكرَّاني السيلهتي ومحمود خان. وفي يوم 2 شوَّال 1020هـ المُوافق فيه 7 كانون الأوَّل (ديسمبر) 1611م، سقطت «بوقاي نگر» بِيد المغول، وتبعها إعلان بعض حُلفاء عُثمان خان خُضُوعهم لِلسُلطان المغولي، فما كان أمام الأمير الأفغاني إلَّا مُتابعة الهرب حتَّى بلغ سيلهت الجنوبيَّة وأعلن نفسه حاكمًا عليها، وأخذ يُعد العُدَّة لِحرب المغول مرَّةً أُخرى. ولم يسكت جهانكير عن هذا الأمر، فأرسل الرجال والعتاد إلى إسلام خان من مُختلف أنحاء السلطنة، وأمرهُ بِالقضاء على عُثمان خان وكسر شوكة الأفغان في البنغال. فسار إسلام خان على رأس جيشٍ مُكوَّنٍ من 500 فارس و4,000 راجل من حملة البنادق وأعدادٍ كبيرة من الفيلة الحربيَّة، يُرافقه بعض أبرز القادة المغول أمثال إفتخار خان التُركماني وشجاعت خان ومهابت خان، فهزموا مُقدِّمة الأفغان بِسُهُولة، وتابعوا سيرهم حتَّى التقوا بِالجيش الرئيسي على ضفَّة إحدى الأنهار يوم 10 مُحرَّم 1021هـ المُوافق فيه 12 آذار (مارس) 1612م، واشتبك الجمعان في قتالٍ ضارٍ أُصيب فيه عُثمان خان بِسهمٍ في عينه أفقده البصر، فحمله أتباعه وانسحبوا به هاربين على أمل إنقاذه، لكنَّهُ لم يلبث أن فارق الحياة مُتأثرًا بِجراحه. بعد هذه الهزيمة، انكسرت شوكة الأفغان في البنغال وأُقرَّت الأُمُور في هذه البلاد من جديد. واستطاع السُلطان جهانكير، بِحُسن سياسته، أن يستقطب زُعماء الثُوَّار، فعفا عنهم وقلَّد بعضهم مناصب في الدولة ولا سيَّما الجيش، فركنوا إلى الطاعة وتفانوا في خدمة سُلطانهم الجديد، وتجنَّبت الدولة المغوليَّة شُرُورهم.

### الحملات على ميوار

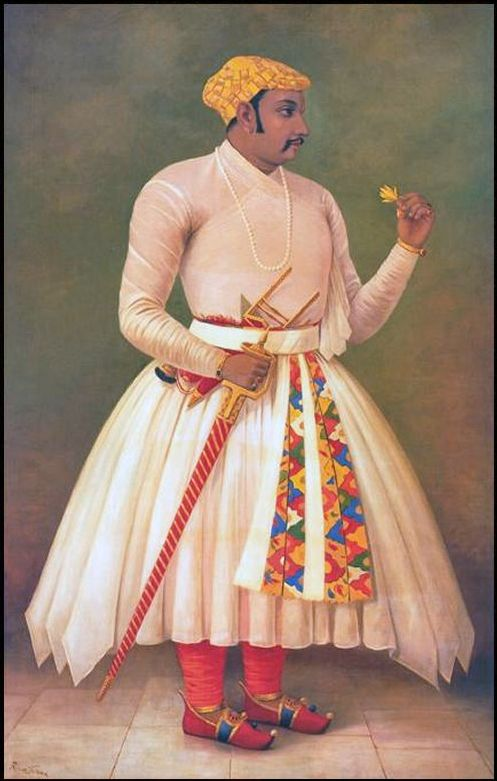
أمار سينگه.

عندما اعتلى جهانكير عرش المغول، قرر أن يتابع ما بدأه والده جلال الدين أكبر بالسيطرة على إقليم ميوار، حيثُ لم يُحقِّق أكبر نجاحًا كبيرًا فيه، واستطاع الأمير الهندوسي المهرانا پرتاپ اقتطاع أجزاء واسعة من هذه الولاية واستقلَّ بها. وقد خلفه على حكم الإقليم ابنه «أمار سينگه الأوَّل» الذي واصل تحدِّيه لِلسلطنة المغوليَّة، فأرسل جهانكير إليه جيشًا بقيادة ابنه الشاهزاده «پرويز ميرزا [الإنجليزية]» في سنة 1014هـ المُوافقة لِسنة 1605م («معركة ديوار [الإنجليزية]»)، إلَّا أنَّهُ لم يُحقِّق نجاحًا يُذكر، وانسحب من ميوار. وفي سنة 1017هـ المُوافقة لِسنة 1608م أرسل جهانكير حملة أُخرى بِقيادة «مهابت خان [الإنجليزية]»، واستطاع أن يُطارد أمار سينگه، وأجبره على الالتجاء إلى التلال والمُرتفعات لِلاحتماء بها، ولكنَّهُ لم يُحقق نصرًا حاسمًا.
وفي سنة 1023هـ المُوافقة لِسنة 1614م أرسل جهانكير حملة ثالثة بقيادة ابنه الشاهزاده خُرَّم مُحمَّد، فاستطاع بِمهارته أن يُحرز أكثر من نصر، وأن يتتبَّع الراجپوت في فرارهم، وأن يأسر عائلات كثيرة من قادتهم. واضطرَّ أمار سينگه أن يطلب إيقاف القتال وأعلن خُضُوعه لِنُفوُذ المغول، وطلب الصُلح، ودخل في مُفاوضات مع الشاهزاده خُرَّم من أجل إحلال السلام انبثق عنها توقيع اتفاقية صُلح في سنة 1024هـ المُوافقة لِسنة 1615م تضمَّنت ما يلي:
- إعفاء أمار سينگه من المُثُول بين يَدَيِ السُلطان، على أن ينوب ابنه «قران سينگه الثاني [الإنجليزية]» مكانه.
- تسليم كامل مُقاطعة ميوار بِما فيها قلعة چتور (التي استولى عليها المغول في عهد جلال الدين أكبر) إلى أمار سينگه على أن يحكم باسم المغول.
- لا تُقام أيَّة تحصينات على قلعة چتور.
- يُقدِّم أمار سينگه ألف فارس إلى الجيش المغولي عند الحاجة.
- منح قران بن أمار سينگه وظيفة منصبدار خمسة آلاف.[la 14]

وافق جهانكير على الاتفاقيَّة، ولم يُصر على دفع أمار سينگه الجزية - كباقي زُعماء الهندوس الآخرين - مُظهرًا كرمًا زائدًا تجاه حاكم ميوار. وأنهت هذه الاتفاقية قرنًا من العداء والحُرُوب المُتواصلة بين الأُسرتين الحاكمتين في آغرة وچتور، وتُعدُّ نصرًا سياسيًّا لِجهانكير، ونصرًا شخصيًّا لِلشاهزاده خُرَّم.

### الاضطرابات في الدكن

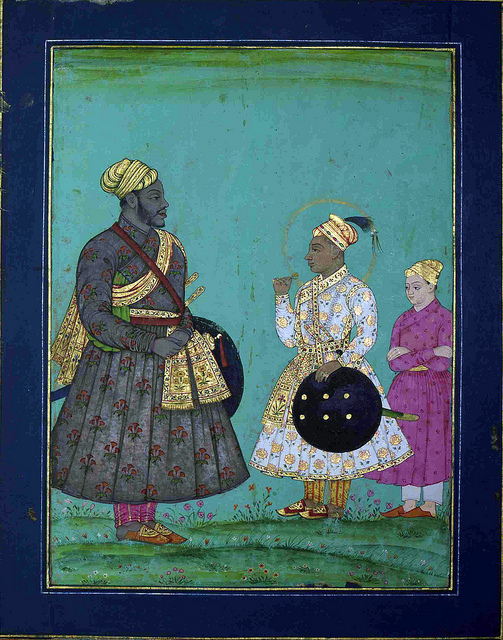
ملك عنبر (يسارًا) ووصيُّه السُلطان الفتى مُرتضى بن عليّ.

ظهر في الدكن، قُبيل وفاة أكبر، رجُلٌ حازمٌ وشُجاع هو ملك عنبر الحبشي، وكيل السلطنة والصدر الأعظم للسُلطان بهادُر النظامشاهي صاحب أحمد نگر، وعندما تُوفي هذا خلفه نسيبه الصغير مُرتضى بن عليّ تحت وصاية ملك عنبر الذي استبدَّ بِشُؤون الحُكم، فاستقرَّ في مدينة كھڑكي واستكثر من شراء العبيد الأحباش، فاتَّخذ منهم بطانة ودرَّبهم حتَّى أضحوا قُوَّةً خطيرةً في الدولة النظامشاهيَّة، ثُمَّ راح يستخدمهم في مُحاربة المغول والتوسُّع على حسابهم، واستطاع أن يستردَّ منهم مُعظم الأراضي عند أسيرگاه وما حولها، وهي التي كان استولى عليها أكبر ومنعهُ خُرُوج ابنه جهانكير عليه من التوغُّل عند الجنوب منها. حتَّى إذا ما توالى قادة السُلطان المغولي على الدكن مُحاولين إخضاع الحاكم الحبشي، فصدَّهم عنها وأجبرهم على الارتداد إلى الگُجرات، فأرسل جهانكير جيشًا بِقيادة عبد الرحيم خان خانان اصطدم به، إلَّا أنَّهُ تعرَّض لِلخسارة، وإذ عُدَّ مُقصِّرًا استدعاه السُلطان لِلعودة إلى آغرة. وأدرك ملك عنبر، على الرُغم من انتصاره، أنَّهُ لا قِبل لهُ بِمُواجهة الجُيُوش المغوليَّة في معارك مكشوفة، فلجأ إلى حرب العصابات لِإنهاكها وإضعافها، وقادته بصيرته النافذة إلى الإفادة من المراثيين الهندوس وما عُرفوا به من شجاعةٍ وتهوُّرٍ في القتال، فدرَّبهم على حرب العصابات ومعارك الأدغال، وأمام المُباغتات والوقعات الخاطفة المُتكرِّرة، اضطرَّ المغول إلى الانسحاب من أحمد نگر إلى بُرهانفور في صوبة خاندش، وبِذلك ضاعت أحمد نگر من المغول، وذلك في سنة 1018هـ المُوافقة لِسنة 1609م.

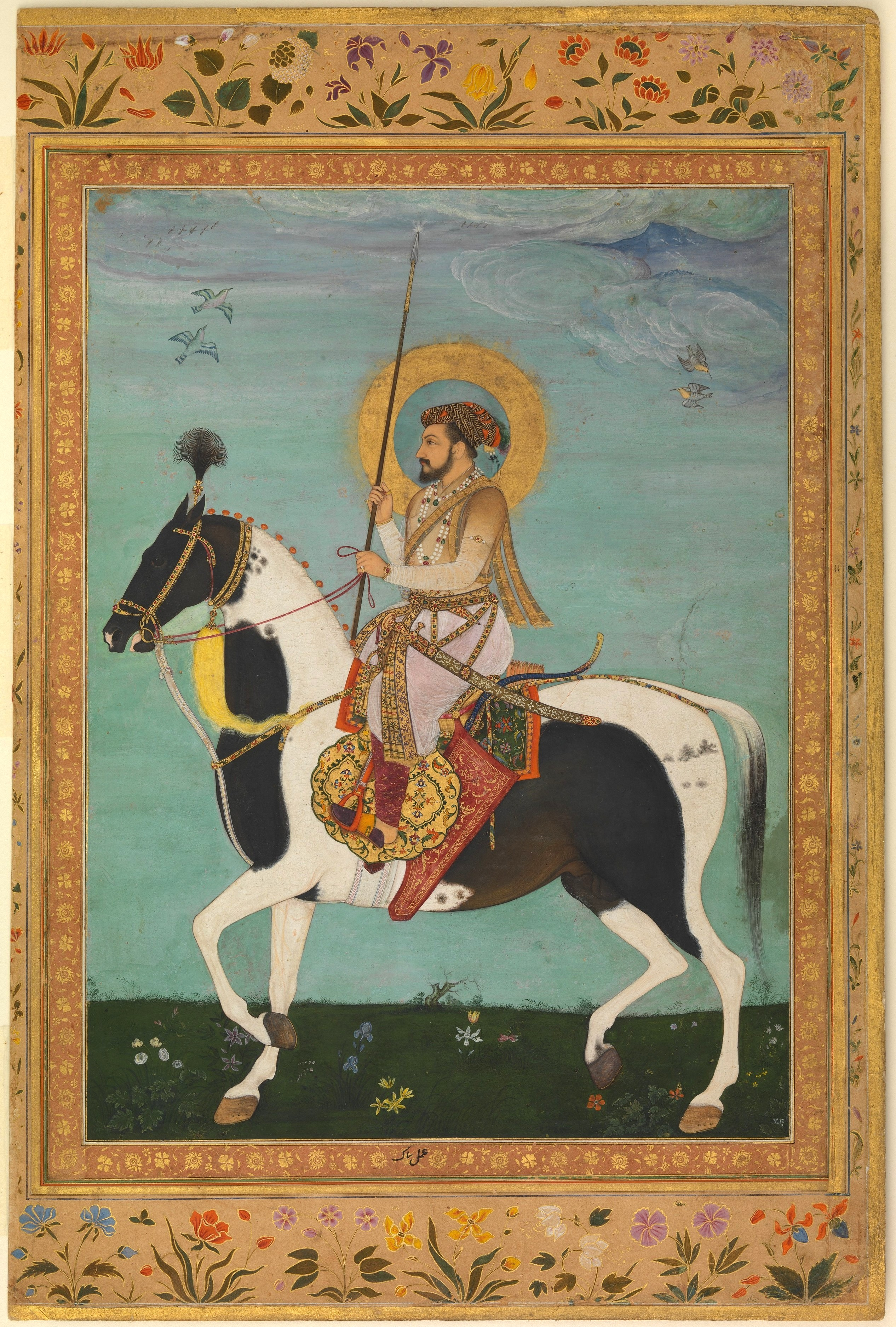
خُرَّم مُحمَّد، شاهجهان لاحقًا، مُخضع الدكن وخصم ملك عنبر.

وعندما وصلت هذه الأنباء إلى جهانكير أعدَّ جيشًا كبيرًا وجهَّزهُ بِكُلِّ ما يحتاج إليه، وجعل على رأسه قائدين أحدهما يُدعى «پرويز» والآخر «خانجهان» يُعاونهما الراجا «مانسينگه» الراجپوتي على رأس قُوَّات صوبة «بيرار» في الدكن، وعبد الله خان أوزبك على رأس قُوَّاتٍ من الگُجرات، على أن يلتقوا جميعًا عند أسوار أحمد نگر. ويبدو أنَّ تلك الجُيُوش افتقرت إلى التنسيق، فأسرع عبد الله خان في زحفه، فوصل قبل الجيشين الآخرين، فباغتهُ ملك عنبر وانتصر عليه وأجبره على الرُجُوع، وكان لِذلك تأثيره في الجُيُوش الأُخرى التي كانت تتقدَّم إلى أحمد نگر، فهبطت معنويَّات الجُند وجبُن القادة عن التقدُّم، فأقام پرويز في بُرهانفور واستمرَّ ملك عنبر مُسيطرًا على أحمد نگر وراح يُوطِّد أركان دولته، ويدعم فيها سُلطانه وهو مُطمئن، وتضاعف عديدُ جيشيه فأضحى في سنة 1610م يتكوَّن من نحو 10,000 عبد حبشيّ و40,000 حُرّ من أبناء الدكن.
لم يركن جهانكير إلى الهُدُوء، وهو يرى انهزام قُوَّاته وخُرُوج أحمد نگر من بين يديه، فأعدَّ جيشًا آخر في سنة 1025هـ المُوافقة لِسنة 1616م، وجعل على قيادته ابنه الشُجاع خُرَّم مُحمَّد، فزحف بِاتجاه أحمد نگر، وخرج السُلطان إلى ماندو في مالوة بِوسط الهند لِيكون قريبًا من مجرى الأحداث في الدكن. وصل الشاهزاده خُرَّم مُحمَّد إلى بُرهانفور في شهر ربيعٍ الأوَّل 1026هـ المُوافق فيه آذار (مارس) 1617م، ثُمَّ تابع تقدُّمه بِاتجاه أحمد نگر، وكانت أوضاع البلاد حول ملك عنبر قد تغيَّرت آنذاك، فدبَّ فيها الفساد والفتن من واقع الصراع على السُلطة بين الصدر الأعظم ملك عنبر والسُلطان بُرهان بن مُرتضى النظامشاهي، فخشي ملك عنبر الدُخُول في صدامٍ مع الشاهزاده المغولي ومال إلى الصُلح، ووافق على ما عُرض عليه، وهو أن يُسلِّم مُقاطعة بالاگھاٹ، التي كان قد انتزعها مُؤخرًا من المغول، بِالإضافة إلى قلعة أحمد نگر، ووافق السُلطانان جهانكير وبُرهان على المُعاهدة، وكافأ السُلطان ابنه خُرَّم مُحمَّد ورقَّاه إلى رُتبة قائد لِثلاثين ألفًا وأضفى عليه لقب «شاهجهان»، وهو اسمٌ منحوت من كلمتين: «شاه» أي «ملك» و«جهان» أي «العالم»، فهو يعني «ملك العالم» بِالفارسيَّة، وهو اللقب الذي عُرف به طيله حياته، وسمح لهُ أن يكون الرّجُل الوحيد الذي يجلس في حضرته.
ولم يكد خُرَّم يُغادرُ بلاد الدكن حتَّى تجدَّدت الاضطرابات، ويبدو أنَّ ملك عنبر أراد الانعتاق من الطوق المغولي، وكان قد انحنى للعاصفة مُؤقتًا، فلمَّا صفا الجو بِعودة شاهجهان رفع رأسه مُجددًا. ففي سنة 1029هـ المُوافقة لِسنة 1620م، نقض المُعاهدة مع المغول وعقد حلفًا مع الدولة القطبشاهيَّة في گُلكُندة، والعادلشاهيَّة في بيجافور، وهاجم عبد الرحيم خان خانان في قلعة أحمد نگر وحاصرها. وكان الشاهزاده خُرَّم مُحمَّد آنذاك مُنهمكًا في حصار حصن كانگرة، فلم يتمكَّن من التحرُّك الفوري ضدَّ ملك عنبر.

## فتح كانگرة وإخضاع الدكن

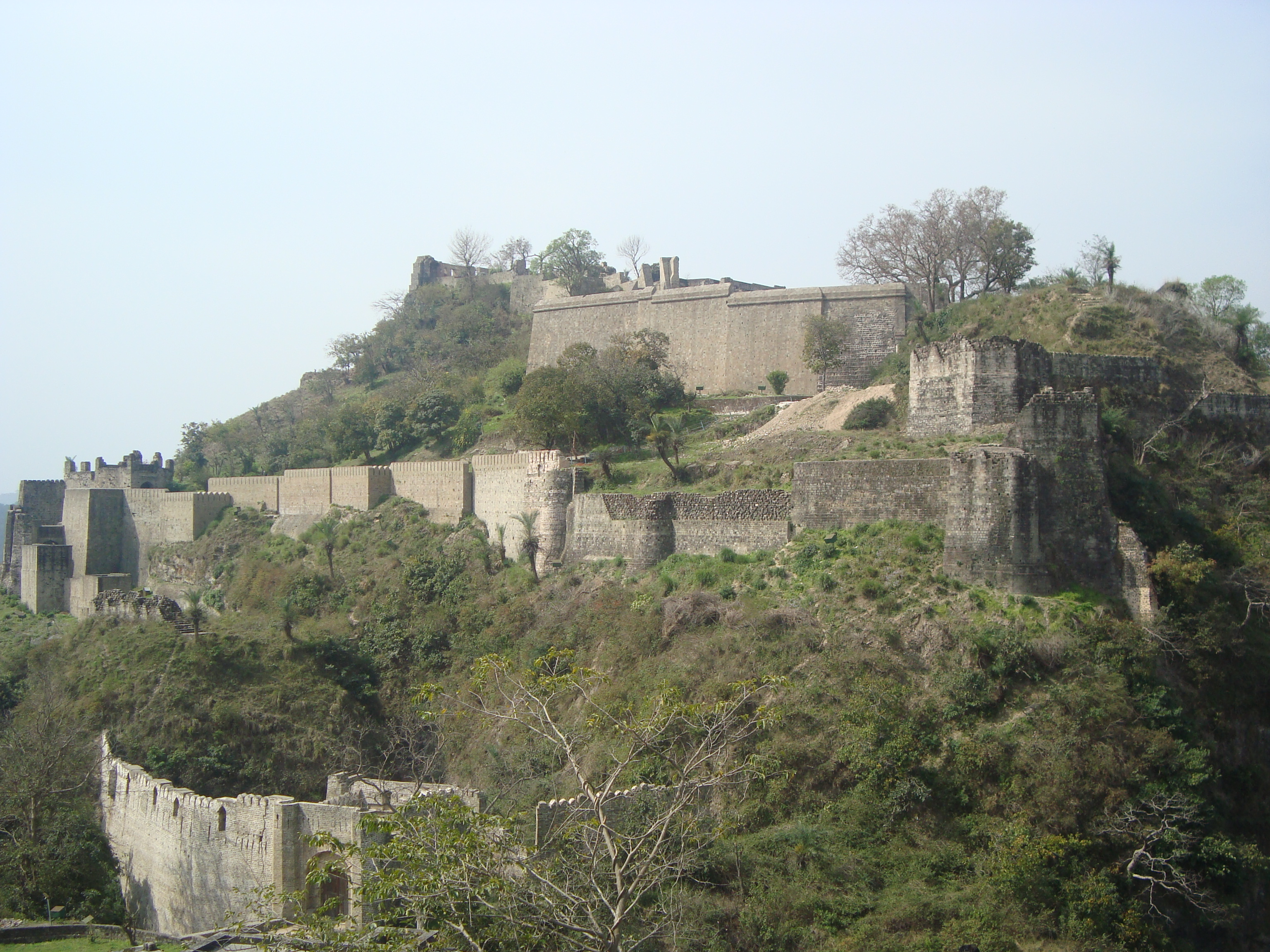
حصن كانگرة كما يبدو اليوم.

يُعدُّ فتح حصن كانگرة الهندوسي الشهير من بين أبرز إنجازات السُلطان جهانكير، ويقع هذا الحصن في وادي كانگرة في شمال شرقيّ الپُنجاب، وهو مبنيّ على تلٍّ مُرتفع ومُحصَّن تحصينًا جيِّدًا، ويُعدُّ من أمنع حُصُون المنطقة، وقد استعصى على السلاطين المُسلمين قبل جهانكير، فقد حاول محمود الغزنوي فتحه سنة 1009م، وفيروز شاه تغلق سنة 1360م، وشير شاه سنة 1540م، كما حاول السُلطان أكبر نفسه فتح هذا الحصن، فحاصره فترة ولكنَّهُ استعصى عليه، حتَّى ذُلِّل لِابنة جهانكير. فعندما تسلَّم الأخير الحُكم قرَّر فتح الحِصن وإتمام مقاصد أبيه ومن سبقه من الحُكَّام المُسلمين، فكلَّف مُرتضى خان والي الپُنجاب بِهذه المُهمَّة، غير أنَّهُ أخفق في ذلك بعدما رفض القادة الراجپوتيُّون في جيشه الانصياع له بِدافع الحقد والغيرة، فكُلِّف عندئذٍ الشاهزاده خُرَّم مُحمَّد بن جهانكير بِفتح الحصن المذكور، فحاصرهُ مُدَّة أربعة عشر شهرًا قاطعًا عن حاميته المدد والمُؤن، فاضطرُّوا إلى غلي الأعشاب اليابسة وأكلها من شدَّة اليأس، ولمَّا كادت المجاعة أن تحلَّ بهم استسلم صاحب الحصن «بيكرماجيت» لِلمغول، وطلب الأمان، فدخل الشاهزاده خُرَّم إلى الحصن يوم 20 ذي الحجَّة 1029هـ المُوافق فيه 16 تشرين الثاني (نوڤمبر) 1620م، وضحَّى بِثورٍ شُكرًا لله على تحقيق هذا النصر، وابتنى بِداخل الحصن مسجدًا إيذانًا بِدُخُوله تحت جناح الإسلام، كما سمح لِجُنُوده بِنهب الأموال والكُنُوز في معبد «نكرگُت»، الواقع ضمن نطاق الحصن.
بعد إنجازه مُهمَّته بِفتح الحصن، أسرع الشاهزاده خُرَّم مُحمَّد وتقدَّم نحو أحمد نگر، وتمكَّن، بِمُساعدة عبد الله حسن وبيرم بك، من الانتصار على قبائل المراثيين الذين سبَّبوا له متاعب كثيرة، ولم تلبث جميع الأراضي التي سبق أن استولوا عليها في إقليمَيْ أحمد نگر وبيرار أن فُقدت منهم. وعندما وصل إلى بانان لِإنقاذ مدينة بُرهانفور استسلم ملك عنبر وأعلن خُضُوعه لِلمغول، لِلمرَّة الأُخرى، لِإنقاذ حياته وحُكمه، وعقد الشاهزاده خُرَّم مُحمَّد الصُلح معهُ بِالشُرُوط السابقة نفسها.

## زواج جهانكير من نورجهان وأثره على الحياة السياسيَّة

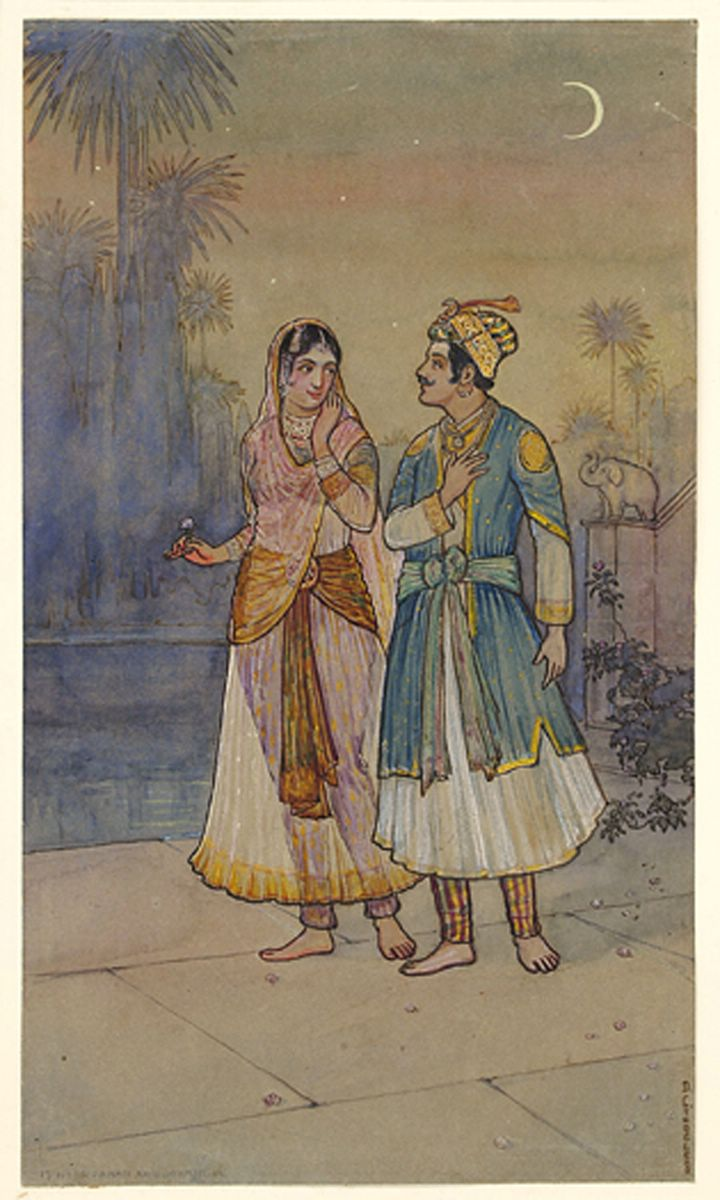
نورجهان والسُلطان جهانكير.

كان لِهذا الزواج ألَّا يأخذ حيِّزًا كبيرًا لولا ما صاحبه وما أعقبه من أحداثٍ جسامٍ أثَّرت كثيرًا في سياسة الدولة المغوليَّة. فقد أحبَّ جهانكير أرملة أحد قادته وتزوَّجها بُعيد مقتل الأخير. وهذه السيِّدة تُدعى مهرُ النساء وهي ابنة تاجر فارسيّ يُدعى الميرزا غيَّاث الدين بن مُحمَّد شريف الطهراني، انتقل والدها من طهران إلى بلاد الهند بعدما تُوفي أبوه مُحمَّد شريف سنة 984هـ، فلمَّا وصل إلى قندهار وُلدت مهرُ النساء وجاءت مع والديها إلى فتحپور في أيَّام السُلطان جلال الدين أكبر، فوُلِّي والدُها ديوان كابُل، وتعلَّمت الخط والحساب والشعر واللُغتين العربيَّة والفارسيَّة، وكانت نادرة في الجمال فافتتن بها جهانكير، فلمَّا علموا ذلك زوَّجُوها بِقائدٍ عسكريّ تُركُماني يُدعى علي قُلي استجلو الأصفهاني، وكانت في السابعة عشرة من عُمرها. ومن المعروف أنَّ علي قُلي المذكور كان قد التحق بِخدمة السُلطان أكبر الذي لقَّبه «شيرأفگن خان» أي «صائد الببر»، نظرًا لِضُرُوب الشجاعة والبسالة التي أبداها خلال الحملات على ميوار، ممَّا أثار سُرُور وإعجاب السُلطان. وكان هذا القائد أيضًا من جُملة القادة الذين انضمُّوا إلى جهانكير عندما عصى والده أكبر وخرج عليه، فلبث معهُ بعض الوقت بِالدكن، ثُمَّ تخلَّى عنه وترك مُعسكره عائدًا لِخدمة السُلطان أكبر. ولمَّا تولَّى جهانكير عرش آبائه، تناسى لِكُلِّ رجال أبيه السابقين ما كانوا قد ارتكبوه بِحقِّه وشملهم جميعًا بِبرِّه، فولَّى علي قُلي على مدينة بردوان بِالبنغال، ولم يلبث السُلطان طويلًا حتَّى تناهى إلى مسامعه أنَّ شيرأفگن يعتزم الخُرُوج والثورة، وكان قد شكَّ في ولائه له من واقع اتصاله بِثُوَّار الأفغان، وأنَّهُ سار سيرة أهل البغي والفساد، فأرسل إلى والي صوبة البنغال، قُطب الدين خان الجشتي، الذي هو أخوه من الرضاعة، يأمرهُ بِتسيير شيرأفگن إلى العاصمة المغوليَّة، فاجتمع به وأخبرهُ بِرسالة السُلطان، فرفض الإذعان لِأنَّهُ اشتمَّ منها رائحة الخطر على حياته، واستغلَّ علي قُلي فُرصة انفراده بِوالي البنغال فهوى عليه بِسيفه حتَّى كاد يقضي عليه، لولا أن أسرع إليه حرس قُطب الدين فمزَّقوه إربًا بِسُيُوفهم وأنقذوا قائدهم. وقبض الجُنُود على أهل القائد القتيل واستصفوا أمواله وأرسلوها إلى جهانكير في آغرة، فأُرسلت أرملته مهرُ النساء، وابنته الصغيرة، إلى البلاط حيثُ عُيِّنت وصيفةً لِلسُلطانة الأُم، وجرت هذه الأحداث في سنة 1016هـ المُوافقة لِسنة 1607م، وبقيت مهرُ النساء في البلاط سنواتٍ أربعًا حتَّى تزوَّجها جهانكير سنة 1020هـ المُوافقة لِسنة 1611م.

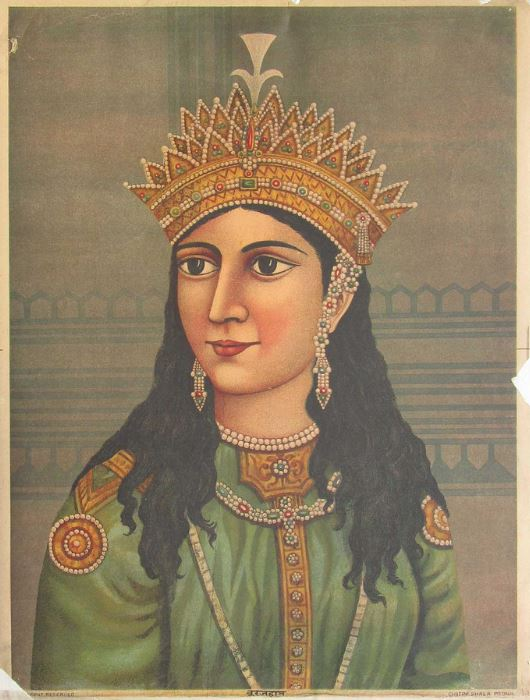
رسمٌ تخيلي لِلسُلطانة مهرُ النساء بنت غيَّاث الدين الطهراني، نورجهان لاحقًا، يعود إلى القرن العشرين الميلادي.

وثمَّة رواية أُخرى تقول إنَّ جهانكير لم ينسَ مهر النساء مُنذُ أن رآها وأحبَّها أيَّام أبيه، فلمَّا صار سُلطانًا دبَّر مقتل زوجها بِالبنغال لِتخلص له، فوصفه بِأنَّهُ سار سيرة أهل البغي والفساد، وأنَّهُ كان مُجرَّد ساقٍ عند الشاه الصفوي إسماعيل بن طهماسب. ولعلَّ زواج جهانكير بِهذه السيِّدة، بعد أن تركها تُقيمُ أربع سنوات في حرم أُمِّه، إنما كان لِينسى الناس قصَّتها ولِتخفّ لوعتها على زوجها وما لقيه من مصيرٍ أليم. ومهما يكن من أمر فإنَّ السُلطان أظهر هيامًا بِزوجته الجديدة، وأحبَّها حُبًّا جمًّا، وأصبح أسيرًا لها، فسمَّاها «نورجهان» أي «نُورُ الدُنيا»، وبلغ من حُبَّه واعتزازه لها أن أمر بِضرب اسمها على السكَّة إلى جانب اسمه، وهي حالة وحيدة ليس لها مثيل في تاريخ العُملة الإسلاميَّة، ومن أبرز ما ضُرب على الدراهم والدنانير باسم الزوجين، بيتٌ من الشعر بِالفارسيَّة:
وتعريبه: «بِحُكم الشاه جهانكير صار لِلذهب باسم الملكة نورجهان بیگم مائة حُلية، بِضرب اسم نورجهان بيگم على الذهب زُيِّن الذهب بِمائة زينة». وهكذا دخل إلى بلاط السُلطان عُنصرٌ جديد كان لهُ أثرٌ كبير في توجيه سياسة الدولة، ذلك أنَّ نورجهان كانت من خيار النساء حُسنًا وجمالًا وعلمًا وعقلًا، اخترعت أُمُورًا كثيرة في الزِّي واللباس والحُليّ والعُطُورات، وكانت ماهرة بِالسياسة والتدبير، وأوتيت من قُوَّة الشخصيَّة وحدَّة الذكاء ورجاحة العقل ما يسَّر لها أن تُصبح صاحبة الكلمة الأولى في الدولة، حتَّى خضع لِمشيئتها السُلطان والقادة وتقبَّلوا جميعًا مشورتها بِأحسن القبول. أضف إلى ذلك، كانت نورجهان تمتاز بِطيبة القلب ، فعملت دائمًا على مُساعدة الفُقراء، ويُقال أنها تبرَّعت بِصداق مئاتٍ من البنات عند زواجهن. وإلى هذا كان خيرُ ما يُميِّزُها قُدرتها النادرة على فهم المُعضلات والعمل على حلِّها، وطُمُوحها الذي لا حدَّ له، وإرادتها الحديديَّة. ولِهذا فسُرعان ما أصبحت القُوَّة الفعَّالة وراء العرش، ولِتوكيد صلتها بِالبيت التيموري السُلطاني وفي سبيل الإحاطة بِمُقدرات الدولة، زوَّجت الشاهزاده خُرَّم مُحمَّد - شاهجهان - من ابنة أخيها آصف، كما زوَّجت ابنتها «لادلي بيگم»، التي أنجبتها من شيرأفگن، من أخيه الشاهزاده شهريار، على أنَّهُ تبيَّن فيما بعد سوء نيَّتها من وراء هذا التدبير.

### سُقُوط قندهار بِيد الصفويين

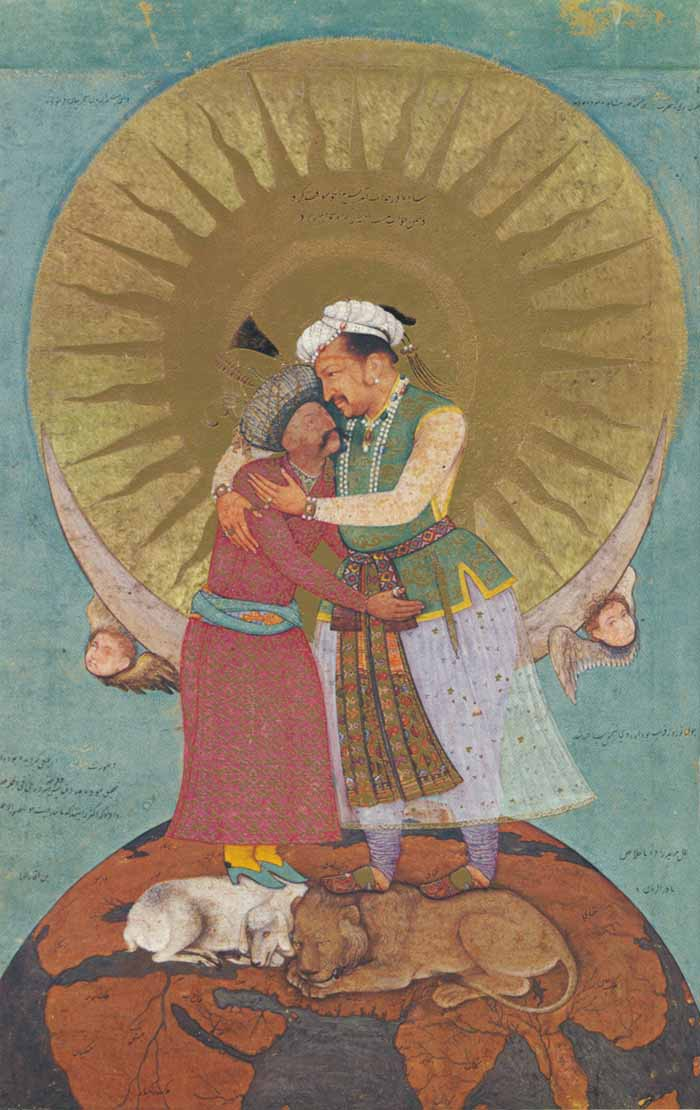
الشاه عبَّاس (يسارًا) والسُلطان جهانكير يتعانقان، في إشارةٍ إلى استئناف العلاقات الوديَّة رُغم حرب قندهار.

كانت قندهار مثار نزاع قديم بين مغول الهند والصفويين في فارس. فهذه المدينة، فضلًا عن أهميَّتها التجاريَّة، والمعروف أنَّها كانت محطَّة تجاريَّة لِلقوافل بين الهند وفارس، كانت مركزًا عسكريًّا استراتيجيًّا عند الحُدُود الشماليَّة الغربيَّة، ما حدا بِالسُلطان ظهير الدين بابُر وأولاده من بعده أن يحرصوا على الاحتفاظ بها. ولئن كان الصفويُّون في إيران قد اضطرُّوا تحت ظُرُوفٍ مُعيَّنة إلى التخلِّي عنها إلَّا أنَّهم لم يفتؤوا يتطلَّعون إلى اليوم الذي يستعيدونها فيه بِوصفها حقًّا ثابتًا لهم. فانتهز الشاه عبَّاس بن مُحمَّد خُدابنده الشهير بِـ«عبَّاس الكبير» فُرصة اضطراب الأوضاع في الهند، عقب وفاة السُلطان جلال الدين أكبر، وانهماك جهانكير بوأد الفتن والاضطرابات في مُختلف أنحاء دولته، كما أُسلف، وانتهاء الحرب الصفويَّة مع العُثمانيين، فأوعز إلى والي خُراسان حُسين خان المُقيم في هراة، بِمُهاجمة قندهار واستعادتها، فتصدَّت حاميتها، بِقيادة «شاهبك خان»، لِلهُجُوم الصفوي وأفشلته، وأُرغم الصفويُّون على التراجُع خائبين. أمام هذه النتيجة، تحرَّج موقف الشاه عبَّاس، وكان عليه أن يُبرِّر تصرُّفه هذا أمام السُلطان المغولي. وفعلًا نفض يده من الحملة واتهم الأُمراء الخُراسانيين بِالتفرُّد بِالهُجُوم من دون علمه، وحاول التقرُّب من جهانكير تدليلًا على حُسن نيَّته، وأرسل إليه الهدايا، وبِذلك استمرَّت قندهار تحت السيادة المغوليَّة.
وأرسل الشاه عبَّاس الكبير في سنة 1030هـ المُوافقة لِسنة 1621م جيشًا كبيرًا لِلاستيلاء على قندهار، فاستاء جهانكير من تصرُّفه، وأمر ابنه شاهجهان بِالسير من الدكن إلى قندهار لِدفع الصفويين عنها. لكنَّ الشاهزاده المذكور رفض الأوامر السُلطانيَّة، ذلك أنَّ العلاقة بينه وبين السُلطانة نورجهان كانت مُتوترة آنذاك بِفعل مُحاولة الأخيرة إقصاءه من ولاية العهد، فاعتقد أنَّ إبعاده إلى قندهار ما هو إلَّا جُزءٌ من المُؤامرة، فاستغلَّت السُلطانة نورجهان هذه الفُرصة وراحت تحط من قدره أمام السُلطان وترفع من قدر أخيه شهريار، حتَّى عقد لهُ السُلطان لواء حملة قندهار. وفيما كانت السُلطانة مُنهمكةً في تنفيذ خططها، سقطت قندهار بِأيدي القُوَّات الصفويَّة، بعد حصارٍ دام خمسةٍ وأربعين يومًا، إذ لم تستطع حاميتها الصغيرة المُكوَّنة من 3,000 جُندي الصُمُود أمام الصفويين، وسُرعان ما تقدَّم هؤلاء فسيطروا على «بلد داور»، وهو وادٍ خصيبٍ واسع يقع في إقليم هلمند. وأرسل الشاه عبَّاس الكبير رُسُلًا إلى جهانكير يُؤكِّد حقَّه المُتوارث في هذه المدينة. ويبدو أنَّهُ اقتنع بِوجهة نظره أو أنَّهُ استحال عليه إعادتها لِانشغاله بِثورة ابنه شاهجهان، فأمر الجُيُوش المغوليَّة بِالعودة إلى الديار الهنديَّة.

### ثورة شاهجهان بن جهانكير

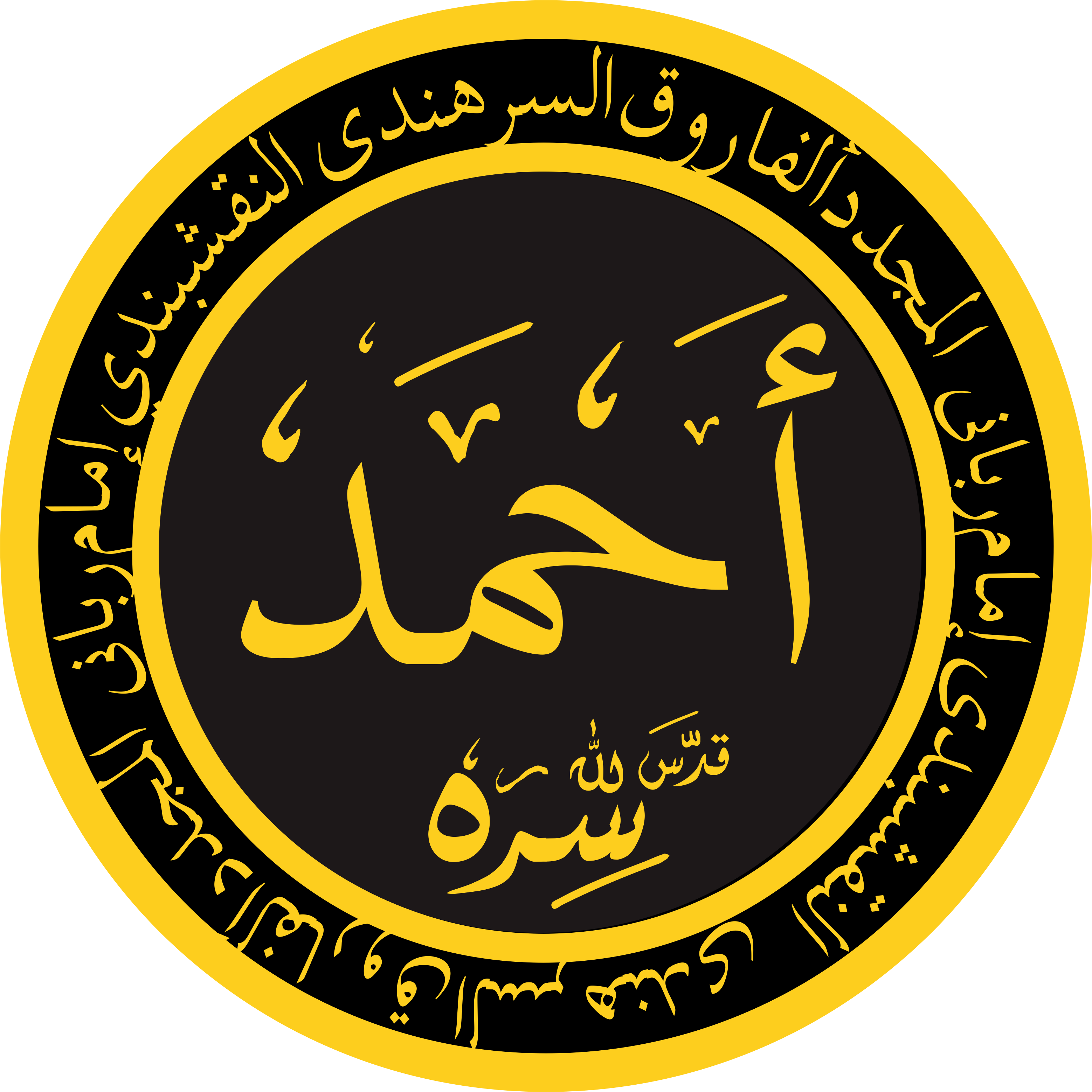
تخطيط لِاسم الإمام السرهندي، أبرز المُعارضين لِلتدخُّل الشيعي في شُؤون الحُكم بِالهند خِلال عهد جهانكير.

ترتبط ثورة شاهجان بِما جرى من مُحاولة إقصائه عن ولاية العهد لِصالح أخيه الأصغر شهريار بِتأثير السُلطانة نورجهان، وهي حادثةٌ أثَّرت سلبًا على العلاقة بين جهانكير وابنه وزادت التباعد بينهما. وتفصيل ذلك أنَّ نورجهان، في سبيل سعيها إلى تمتين صلتها بِالبيت التيموري وإلى الإحاطة بِالسُلطان ومُقدرات الدولة، كما أُسلف، راحت تُقنع جهانكير بِتعيين ابنه شهريار وليًّا لِلعهد بدلًا من أخيه شاهجهان، بعد أن رأت بِنظرتها الثاقبة أنَّ الشاهزاده شهريار كان أضعف شخصيَّةً من أخيه خُرَّم، وأنَّهُ لِذلك يصلح أن يكون أداةً طيِّعةً في يدها، في الوقت الذي خشيت على مُستقبلها السياسي من قُوَّة شخصيَّة شاهجهان فيما لو تولَّى العرش.
وعملت نورجهان على الهيمنة على مناصب الدولة، من خلال تعيين أُسرتها والمُقرَّبين منهم في المراكز الهامَّة. فعيَّنت والدها صدرًا أعظمَ ولقَّبته بِلقب «اعتماد الدولة»، كما عيَّنت أخاها آصف رئيسًا لِلتشريفات في القصر السُلطاني، فأمَّنت بِذلك انتقال السُلطة الفعليَّة إليها وإلى أُسرتها والمُقرَّبين منها. وقد ساعدها على ارتقاء هذا المجد وَلَهُ جهانكير بها وانصرافه إلى الشراب وتعاطيه الأفيون، خاصَّةً بعد أن تقدَّم به السن ولازمه المرض، فقد كان يشرب كُلَّ مساء عشرين كأسًا من العرق القوي، بِحيثُ أنَّ رائحته كانت تجعل كُل من يتحدَّث معه يعطس. وقد اعترف جهانكير بِهذه الهيمنة في سيرته الذاتيَّة، فقال: «إِنَّ الْحَالَةَ الْآنَ فِي عَهْدِ حُكْمِي هِي أَنَّ الْأَبَ هُوَ دِيوَانُ الْكَلِّ، وَالْاِبْنُ هُوَ الْوَكِيلُ الْمُطْلَقُ، وَالْبِنْتُ هِي صَاحِبَةُ السِّرِّ وَالنَّدِيمَةِ». ويذهب البعض إلى القول بِأنَّ هذه العائلة لمَّا كانت فارسيَّة الأصل، شيعيَّة المذهب، فقد تغلغل أصحاب المصالح الطائفيَّة في أوساط الحُكم وأجهزة الدولة عن طريقها. ويُضيف هؤلاء بِأنَّ نورجهان حاكت خطَّةً لِلقضاء على أهل السُنَّة والجماعة في بلاد الهند ومد النُفُوذ الصفوي إليها، وعاونها في ذلك أنصارها وجماعتها وكبار القادة الشيعة والهندوس، ولمَّا كان شاهجهان سُنيًّا مُتدينًا وكان أخوه شهريار مُتشيِّعًا، كان من الضروري إبعاد الأوَّل عن ولاية العهد وتنصيب أخيه مكانه.

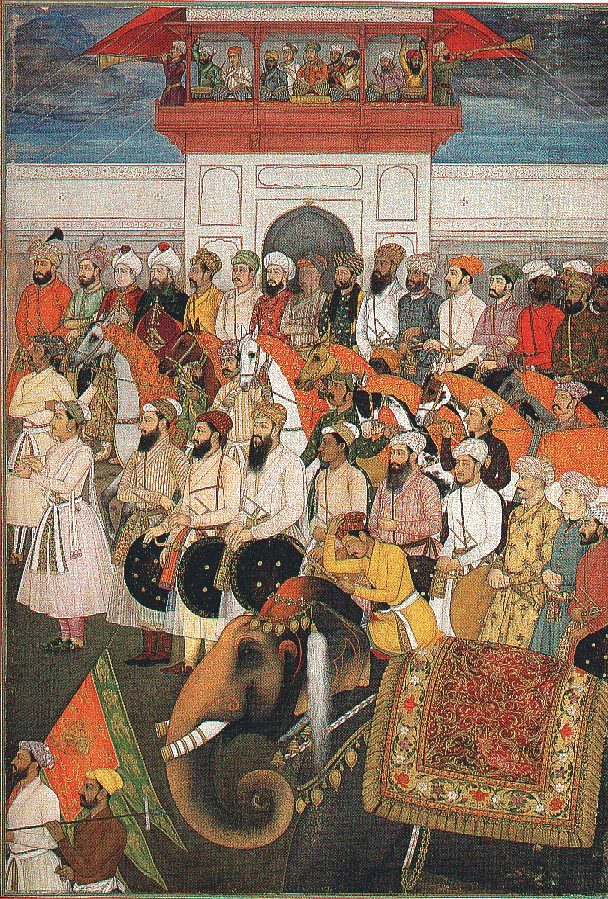
مُنمنمة تُصوِّرُ السُلطان جهانكير وهو يستقبلُ ابنه شاهجهان العائد من الدكن بعد أن صفح عنه وسامحه.

وحدث أن طلب شاهجهان من أبيه منحه إقطاع «دهلفور» وتوقَّع أن يُلبِّي طلبه، لِذلك أرسل قُوَّاته إليها، لكن تدخَّلت نورجهان في هذه القضيَّة وأقنعت السُلطان بِمنحها لِابنه شهريار، فكانت تلك هي القشَّة التي قصمت ظهر البعير بِالنسبة لِشاهجهان، فبعد أن دبَّ اليأس في قلبه من أفعال زوجة أبيه، شقَّ عصا الطاعة وأعلن الثورة علنًا. وعندما علم السُلطان بِخُرُوج ابنه عليه، أرسل إليه يطلب أن يُرسل قُوَّاته إلى العاصمة، وهو يُريدُ تجريده منها حتَّى يُضعف موقفه، فرفض شاهجهان ذلك وراح يستعد لِلقتال سياسيًّا وعسكريًّا. فعلى الصعيد السياسي، فقد حاول التقرُّب من الشاه الصفوي، فأرسل إليه رسولًا من قِبله هو زاهد بك، وعلى الصعيد العسكري، فقد راح يجمع المُؤن من خوندنة وولايات الجنوب ويُخزِّنها، ويجمع العساكر استعدادًا لِلصُمُود والمُواجهة. وقد وقف في صفِّ شاهجهان ودعموا تولِّيه العرش عددٌ من العُلماء المُسلمين كان في مُقدِّمتهم الإمام أحمد بن عبد الأحد السرهندي، المعروف بِـ«مُجدد الألف الثاني»، الذي خشي تمدُّد النُفُوذ الصفوي الشيعي في بلاد الهند فيما لو فازت الكُتلة الشيعيَّة المُمثلة بِنورجهان وأصحابها في الاستيلاء على الحُكم، فعمل على إثارة الرأي العام وكتب مكاتيب ورسائل طويلة مُضادَّة لِلشيعة مُعلنًا في إحداها: «إِنَّ صُحْبَةَ الْمُبْتَدِعِ أَسْوَأُ وَأَشَدُّ فَسَادًا مِنْ صُحْبَةِ الْكَافِرِ، وَشَرُّ الْمُبْتَدِعِينَ هِي الطَّائِفَةُ الَّتِي تُبْغِضُ الصَّحَابَةَ ، وَهُمُ الْمُرَادُ مِنْ قَوْلِهِ تَعَالَىٰ: ﴿لِيَغِيظَ بِهِمُ ٱلۡكُفَّارَۗ﴾». أرسل جهانكير الشاهزاده پرويز والقائد مهابت خان لِقمع ثورة شاهجهان، وذهب هو مع زوجته إلى أجمير لِيكون قريبًا من الأحداث. تقدَّم شاهجهان من ماندو في مالوة في طريقه إلى آغرة لِمُهاجمتها، فتصدَّت لهُ قُوَّات أبيه عند الجنوب من دلهي، وجرى اشتباكٌ بين الطرفين في شهر جُمادى الآخرة سنة 1032هـ المُوافق فيه شهر نيسان (أبريل) 1623م أسفر عن خسارة شاهجهان، فانسحب من أرض المعركة وعاد إلى ماندو، فطارده پرويز ومهابت خان وأجبراه على اللُجوء إلى أسيرگاه. والتمس الشاهزاده الثائر المُساعدة من ملك عنبر في أحمد نگر ومن بيجافور إلَّا أنَّهُ لم يتلقَّ إلَّا الرفض. واستولى مهابت خان على بُرهانفور التي تركها شاهجهان من دون حماية، وعلى بهار وحصن روحتاس وسيطر على البنغال، واصطدم بِشاهجهان قُرب مدينة الله آباد وهزمه.

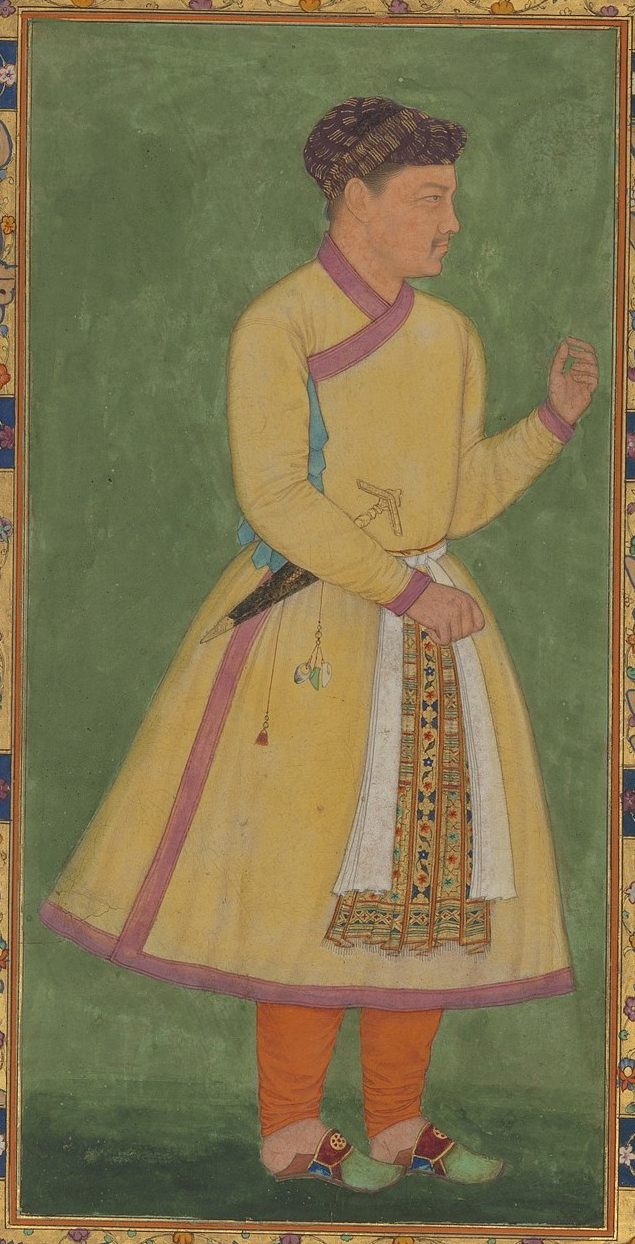
مهابت خان، أحد كبار القادة في الجُيُوش المغوليَّة، أعلن الثورة والعصيان بعد أن ضاق ذرعًا بِمُمارسات السُلطانة نورجهان.

عند هذه النُقطة، انفضَّ قادة شاهجهان عنه وانضمُّوا إلى الجيش السُلطاني، فشعر عندئذٍ بِعجزه عن الاستمرار في الثورة والمُقاومة، وطلب من والده الصفح عنه مُعتذرًا عمَّا بدا منه، فكتب لهُ السُلطان رسالةً بِخطِّ يده في جُمادى الآخرة 1035هـ المُوافق فيه آذار (مارس) 1626م وافق بِموجبها على العفو عنه على أن يُرسل ولديه داراشُكوه وأورنكزيب، وكانا حَدَثين، رهائن، ويُسلِّم روحتاس وحصن أسيرگاه الذي استولى عليه أتباعه، ويمنحه إقطاع بالاگھاٹ. وكان لِنُورجهان دورٌ سياسيٌّ في حمل السُلطان على العفو عن ابنه، وذلك من واقع الصراع على السُلطة. وهكذا فشلت ثورة شاهجهان التي شغلت الدولة على مدى ثلاث سنوات، فهزَّت أركانها وزعزعتها. أمَّا أسباب فشلها فترجع إلى وهم شاهجهان بأنَّهُ سيقدر على والده لِمرض الأخير وانشغاله بِحرب قندهار مع الصفويين، ولِأنَّ كثيرًا من الأُمراء كانوا مُنزعجين من تصرُّفات السُلطانة، فاعتقد بِأنَّهم سينضمون إليه بِسبب شُهرته وتضحياته تجاه الدولة، لكنَّ أيًّا من ذلك لم يتحقَّق.

### ثورة مهابت خان
كان مهابت خان [الإنجليزية] أحد أكبر قادة الدولة المغوليَّة، وقد نال شُهرة كبيرة كقائدٍ ناجح، فقد تمَّ على يديه إقرار الأُمُور بالبنغال، ودحر قوات شاهجهان من بعد ذلك، وكان محبوبًا من الجيش ومُقرَّبًا من الشاهزاده پرويز، فساء نورجهان هذا التقارب لأنَّها رأت فيه ما يُهدد بِالقضاء على خطَّتها وهدفها الأكبر وهو تأمين ولاية العهد لِزوج ابنتها شهريار، وخاصَّةً أنَّ مهابت خان كان يُعارض توجُّهاتها بِاستمرار ويُنافسها في نُفُوذها، لِذلك أرادت أن تُعيد التوازن السياسي في الدولة وخلط الأوراق من جديد، ومن أجل تحقيق ذلك أقنعت السُلطان بالعفو عن ابنه شاهجهان. ضاق مهابت خان ذرعًا بتصرُّفات نورجهان التي غدت تُسيطر بِنُفُوذها على شُؤُون ومُقدرات الدولة، وأدَّى بها غُرُورها إلى الحط من أقدار كبار الأُمراء، فانطلق يدعو لأخذ البيعة لِپرويز ثاني أبناء السُلطان، وكان طوع يمينه، لِيضمن بِذلك خلاص الأمر له مُستقبلًا، فتصدَّت لهُ نورجهان ووصمتهُ بِالخيانة، وحرَّضت السُلطان على اضطهاده، فاستدعاه جهانكير من البنغال، وكان في طريقه إلى كابُل لِإخضاعها، هُنا أحسَّ مهابت خان بِالخطر على حياته، فخرج في حماية خمسة آلاف مُقاتل من الراجپوت، وكمن لِلسُلطان في كشمير، فقبض عليه وهو يعبر أحد الأنهار وأسره، وتمكَّنت السُلطانة نورجهان من الفرار، ولم تُفلح في أوَّل الأمر من فك أسر زوجها، فباءت قُوَّاتها بِالهزيمة وسقطت وأخاها بِدورهما في الأسر، وكان ذلك في سنة 1036هـ المُوافقة لسنة 1626م. استطاعت السُلطانة نورجهان بِذكائها ودهائها أن تتغلَّب على مهابت خان وتُطلق سراح السُلطان، فقد دبَّرت حيلة لِإبعاد مهابت خان عن حرسه، ثُمَّ استولت على خزائنه حتَّى أضحى في ضيقٍ ماليٍّ شديد، وفرَّ إلى الجبال لِلاحتماء بها، ثُمَّ طلب العفو، فرأت نورجهان أن تعفو عنه لتستعمله أداةً ضدَّ شاهجهان الذي كان يُريد مغادرة الهند إلى إيران، لكنَّهُ تراجع عن قراره وتوجَّه إلى الدكن حيث مزارعه وإقطاعه، فذهب إلى شاهجهان وبدلًا من تعقُّبه انضمَّ إليه، وأصبح من أنصاره.
هذا وكان شاهجهان قد سارع بِدوره لِنجدة أبيه حين علم بِوُقُوعه في الأسر، فلم يبلغ السند حتى وافته رُسل نورجهان تُخبره بِما أشاعه خبر مُقدِّمه من الاضطراب في صُفُوف مهابت خان، حتى تمَّ لهم الخلاص ممَّا وقعوا فيه، وتُشير إليه بِالارتداد سريعًا إلى الدكن لِإقرار الأمور فيها.

## وفاة جهانكير

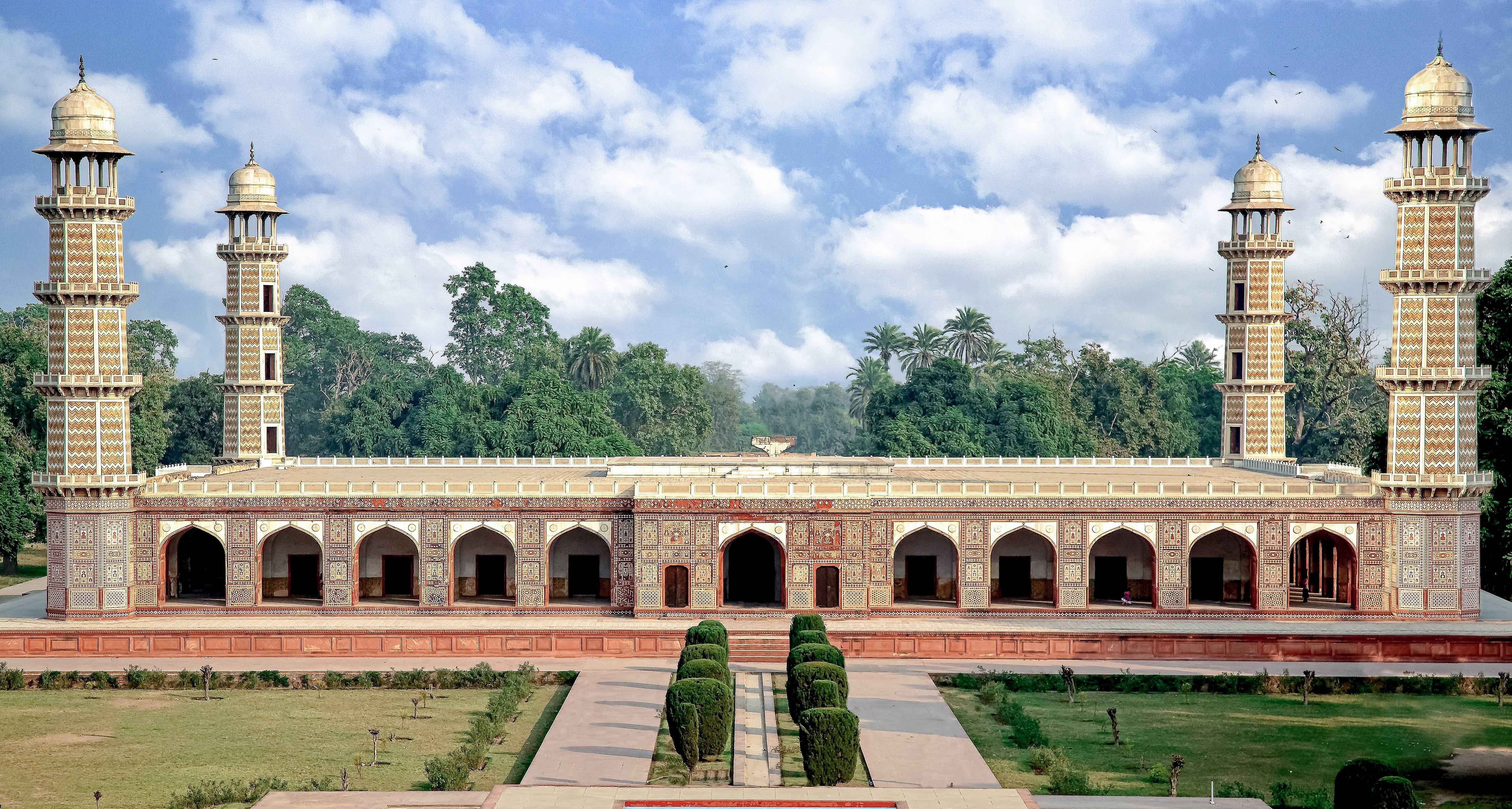
مقبرة جهانكير في مدينة لاهور.

تولَّى بعد ملك عنبر الحبشي في الدكن «ياقوت الحبشي»، فأعلن الحرب على المغول، فأرسل لهُ جهانكير جيشًا وذهب هو إلى كشمير لِلاستشفاء ولِيقضي فيها بعض الوقت كما هي عادة السلاطين، وهُناك عاوده مرض ضيق التنفُّس بِشكلٍ أكثر شدَّة، فعادوا به، ولكن اشتدَّت به العلَّة وتُوفي في الطريق يوم 17 صفر 1037هـ المُوافق فيه 28 تشرين الأوَّل (أكتوبر) 1627م وكان لهُ من العمر نحو 58 سنة، وامتدَّ حُكمه اثنين وعشرين عامًا. ودُفن في المقبرة المعروفة باسمه «مقبرة جهانكير» في لاهور.
وصف عبد الحي بن فخر الدين الحسني المُتوفَّى في سنة 1341هـ في كتابه «الهند في العهد الإسلامي» مقبرة جهانكير فقال: «وَمِنْهَا مَقْبَرَةُ جِهَانْكِير بْن أكْبَر شَاه، الْمُتَوَفَّى سَنَةَ 1037هـ بِشَاهَدرَه، عَلَى أَرْبَعَةِ أَمْيَالٍ مِنْ لَاهُورٍ، بَنَاهَا وَلَدُهُ شَاهجِهَان مِنْ حُمْرِ الْحِجَارَةِ وَبِيْضِهَا، عَلَى رَبْوَةٍ كَبِيرَةٍ، مُرْتَفِعَةٍ مِنْ حُمْرِ الْحِجَارَةِ، وَفَرَشُوهَا بِأَنْوَاعِ الْحِجَارَةِ الْحَسَنَةِ، لَا يَكَادُ يُوجَدُ لَهَا نَظِيرٌ، وَبَنَوْا قَبْرَهُ عَلَى ضِفَّةِ رَبْوَةٍ صَغِيرَةٍ، دَاخِلَ بِنَاءٍ عَالٍ، مِنَ الْأَحْجَارِ الثَّمينَةِ، كَالْعَقِيقِ، وَاللَّاَزَوَرْدِ، والنيلم، وَالسُّلَيْمَانِيِّ، والزهرمهره، وَالْمَرْجَانِ، وَالْإِبْرِيِّ وَغَيْرِهَا، وَهَذَا مِمَّا لَا يُوجَدُ لَهُ نَظِيرٌ».

## مآثر جهانكير

### شخصيته وصفاته
يقول المؤرخ أحمد محمود السَّاداتي في كتابه «تاريخ المُسلمين في شبه القارَّة الهنديَّة وحضارتهم»: «لَوْلَا مِحْنَةُ الشَّرَابِ الَّتِي اِبْتُلِي بِهَا جِهَانكِير لَأَفَادَتِ الْهِنْدُ مِنْهُ خَيْرًا كثيرًا. فَلَقَدَّ كَانَ لِهَذَا السُّلْطَانِ الْكَثِيرُ مِنْ صِفَاتِ أَبِيهِ الْعَالِيَةِ الَّتِي أَرَادَهَا لَهُ حِينَ حَرَصَ عَلَى تَزْوِيدِهِ بِالْكَثِيرِ مِنَ الْعِلْمِ وَالْمَعْرِفَةِ وَالْفَضَائِلِ فَنَهَجَ نَهْجَ التَّسَامُحِ الْمُطْلَقِ فِي حُكْمِهِ وَقَرَّبَ إِلَيْهِ الْمُسْلِمِينَ وَالهَنَادِكَةَ عَلَى السَّوَاءِ، وَلَاطَفَ الْأورُوپِّيِّيْنَ وَمُبَشِّرِيهِمْ حِينَ قَدِمُوا إِلَيْهِ». ويقول المُؤرِّخ عبد المنعم النمر في كتابه «تاريخ الإسلام في الهند»: «وَمِنَ الْمُسَلَّمِ بِهِ بَيْنَ الْمُؤَرِّخِينَ أَنَّ جِهَانكِير لَمْ يَكُنْ فِي عَزْمِ أَبِيهِ وَقُوَّةِ شَخْصِيَّتِهِ، بَلْ كَانَ يَغْلَبُ عَلَيْهِ التَّرَدُّدُ وَالْاِسْتِسْلَاَمُ لِمَنْ يثق بِهِ، وَكَانَ مُفْرِطًا فِي شَرْبِ الْخَمْرِ وَتَعَاطِي الْأفيُونِ حَتَّى أَفَسَدَ صِحَّتِهِ فِي أَوَاخِرِ حَيَاتِهِ».
يعتبرُ عددٌ من المُستشرقين أنَّ جهانكير كان حاكمًا ضعيفًا غير مُؤهَّل لِتولِّي أُمور الدولة والعِباد. فعلى سبيل المِثال، شبَّه المُستشرق البريطاني هنري بڤريج جهانكير بِالإمبراطور الروماني كلوديوس، مُعتبرًا أنَّ كليهما ضعيف، وكان تنصيب كُلٍّ منهما على عرش دولته أمرًا خاطئًا، قائلًا بِأنَّهُ لو «نُصِّب جهانكير أمينًا على متحف التاريخ الطبيعي لكان رجُلًا أسعد ولقام بِدورٍ أفضل». كذلك، يصف السير وليم هوكينز، الذي زار البلاط المغولي سنة 1609م، جهانكير قائلًا: «بدأ سليم شاه بِخسارة بلاد الدكن بنفس السُرعة التي ضُمَّت بها على يد والده، المدعو أكبر پادشاه»، وفي هذا المجال قال الكاتب والرحَّالة البُندُقي نقولا منوتشي (بالإيطالية: Niccolò Manucci)، الذي عمل بِخدمة داراشُكوه حفيد جهانكير: «يصِحُّ القول فعلًا، أنَّ الأبناء يُبددون ما كسبه آباؤهم بِعرق جبينهم». ويعتبر المُؤرِّخ الأمريكي جون ريتشاردز أنَّ ميل جهانكير لعدم الخروج من دائرة حياته الشخصيَّة بِالإضافة لِإدمانه شُرب الخمر وتدخين الأفيون يوميًّا، انعكس سلبًا على أدائه السياسي والعسكري، وجعلهُ من جُملة الحُكَّام المُتراخين.

### ثقافته

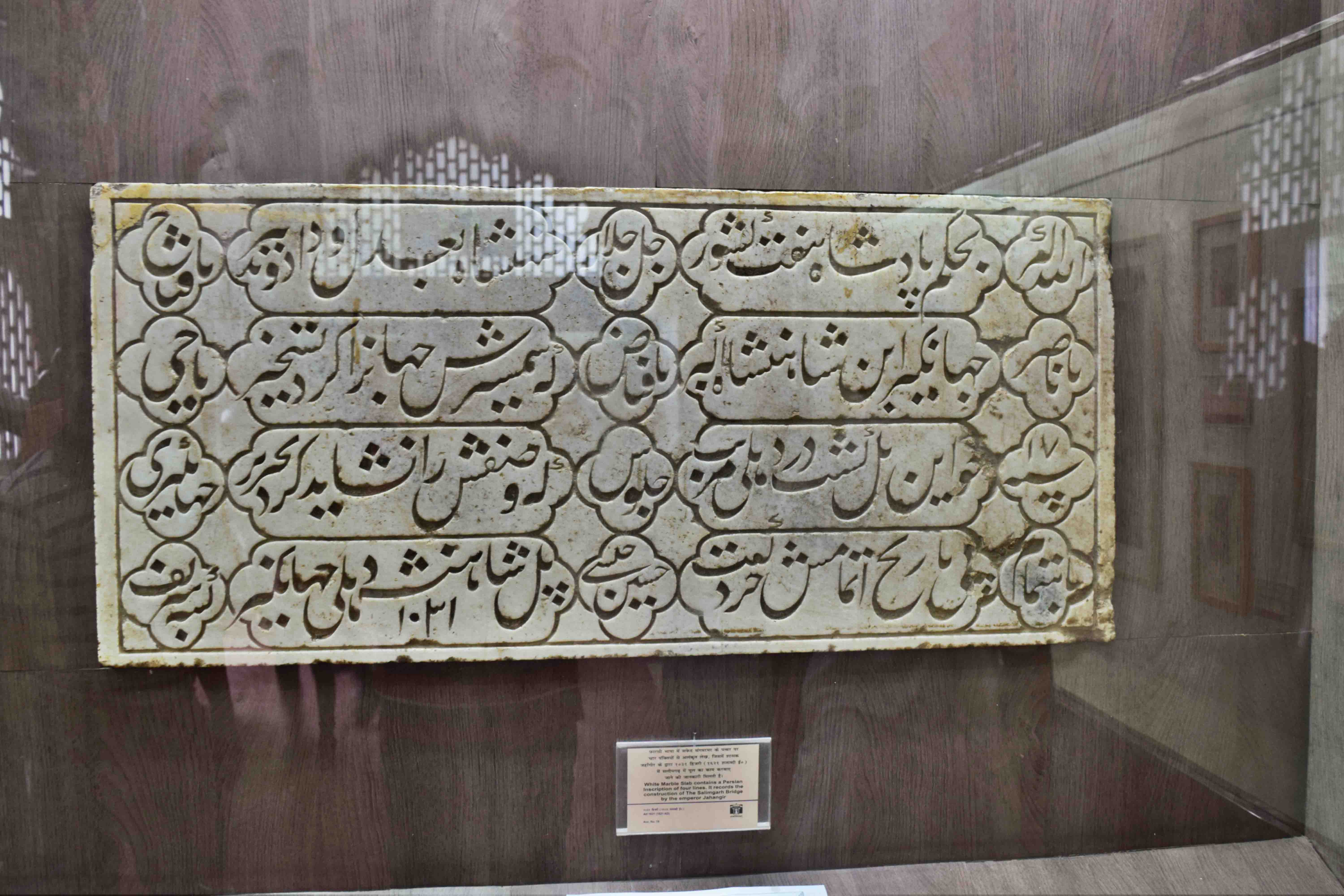
قصيدة منسوبة لِجهانكير منقوشة على لوحة حجريَّة.

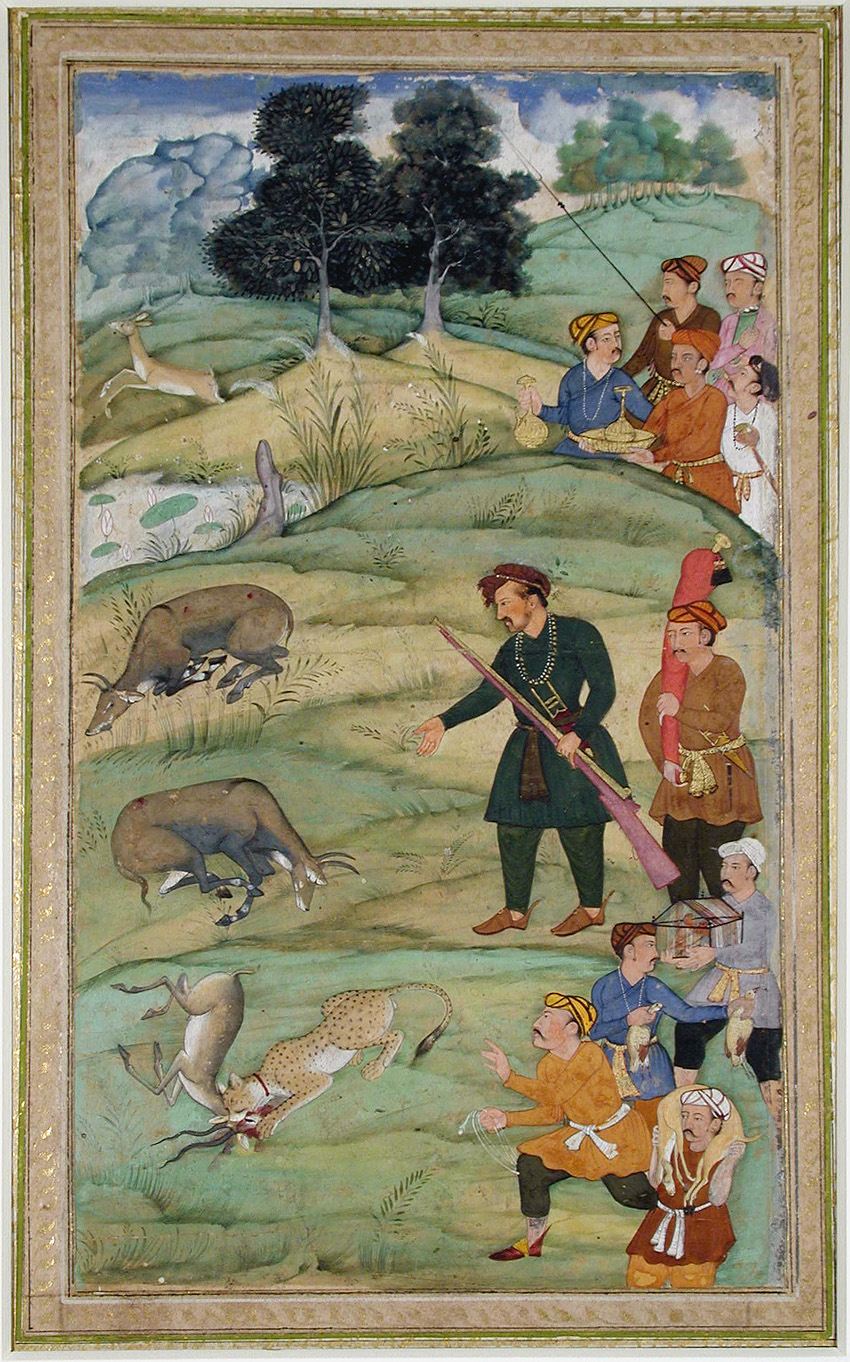
جهانكير مُمسكٌ بِبُندُقيَّته وقد اصطاد ظبيا نلجاي.

يقول عبد الحي بن فخر الدين الحسني في كتابه «الإعلام بمن في تاريخ الهند من الأعلام»: «وَكَانَ جِهَانْكِير رَحِيمًا حَلِيمًا كَرِيمًا شَاعِرًا لَطِيْفَ الطَّبْعِ حَسَنَ الْمُعَاشَرَةِ ظَريفَ الْمُحَاضَرَةِ حَسَنَ الصُّورَةِ سَلِيمَ الذِّهْنِ بَاهِرَ الذَّكَاءِ فَصِيحَ الْعِبَارَةِ». صنَّف جهانكير كتابًا في أخباره، على غرار ما فعل آباؤه في الغالب، وضمَّنها الكثير من أعماله ومُشاهداته وسمَّاه «تزك جهانگيري» (بِالفارسيَّة: تزک جهانگیری) أي «يوميَّات جهانكير». يقول عبد المنعم النمر: «وَتُعْتَبَرُ يَوْمِيَّاتُهُ مِنْ أَهَمِّ مَا تَرَكَهُ، فَإِنَّ مُذَكَّرَاتٍ يَكْتُبُهَا الْمَلِكُ يَوْمًا، فَيَوْمًا، يُدَوِّنُ فِيهَا حوَادِثَهُ وَخَوَاطِرَهُ، وَيُكَشِّفُ لِلنَّاسِ مَا اِسْتَتَرَ عَنْهُمْ وَرَاءَ الْحُجُبِ الْمَلَكِيَّةِ لَتُعْتَبَرُ مِنْ أَمْتَعِ مَا يُقْرَأُ، كَمَا تُعْتَبَرُ مِنْ أَهَمِّ الْمَصَادِرِ لِمَعْرِفَةِ اِتِّجَاهَاتِ الْمَلِكِ وَنَفْسِيَّتِهِ، وَمِنْ خِلَالَهَا يُمْكِنُ لِلْقَارِئِ أَنْ يَعِيِشَ مَعَهُ فِي حَرْبِهِ وَسِلِمِهِ، فِي قَصْرِهِ الخاص وَمَعَ النَّاسِ، فِي لَهْوِهِ وَجِدِّهِ، فِي مَجَالِسِ الْحُكْمِ وَفِي مَيَادِينِ الصَّيْدِ يُطَارِدُ الْوُحُوشَ، وَيُدَونَ مُلَاحَظَاتِهُ عَلَيْهَا، وَمِمَّا يَزِيدُ هَذِهِ الْيَوْمِيَّاتِ قِيمَةً مَا دَوَّنَهُ مِنْ أَشْيَاءَ تُؤْخَذُ عَلَيْهِ وَلَمْ يُحَاوِلْ إِخْفَاءَهَا». ويقول أحمد محمود الساداتي: «وَيُؤَكِّدُ صِدْقُ رِوَايَتِهِ عُمُومًا، مَا كتبه مُعَاصِرُوهُ مِنَ الْأورُوپِّيِّينَ عَنْ هَذِهِ الْبِلَادِ حِينَ زَارُوهَا». ويقول عبد الحي الحسني: «صَنَّفَ كِتَابًا فِي أَخْبَارِهِ وَسَمَّاهُ تَزُكُّ جِهَانگِيرِي وَهُوَ مَقْبُولٌ مُتَدَاوَلٌ فِي أَيْدِي النَّاسِ». ومن مُصنَّفات جهانكير «پندنامه» بالفارسيَّة في أوراق عديدة، ضمَّنه نصائحه لأبنائه. وكان أديبًا شاعرًا. من أبياته بالفارسيَّة:
وتعريبه: «لا تولَّي وجهك عني ولو لِفترةٍ وجيزة، فبدونه أستنشق نصف استنشاقٍ، كسرُ قلبك مرَّة واحدة يُساوي مائة دمٍ»، وهو بِذلك يتغزَّل بِنورجهان ويُظهر مدى حُبِّه وشغفه بها. وله أيضًا:
وتعريبه: «حان وقتُ شرب الخمر في حديقة الوُرُود، فشُرب الخمر يحلو عند تكدُّس الغُيُوم»، وفي ذلك إشارة إلى ما عُرف عن جهانكير من حُبِّه لِشُرب الخمر خاصَّةً في أواخر أيَّامه عندما اشتدَّ به المرض. وله أيضًا:
وتعريبه: «نحن الذين كتبنا الرسالة بِورقة الوردة، لعلَّ [ريحَ] الصبا يصلُ لها»، وهو شعرٌ غزليٌّ أيضًا مُوجَّه لِنورجهان وفيه إشارة إلى شغف جهانكير بزوجته ومحبَّته لها مُنذُ أيَّام الصبا، مُذ أن رآها خِلال سلطنة والده أكبر.

### نزعاته الدينيَّة

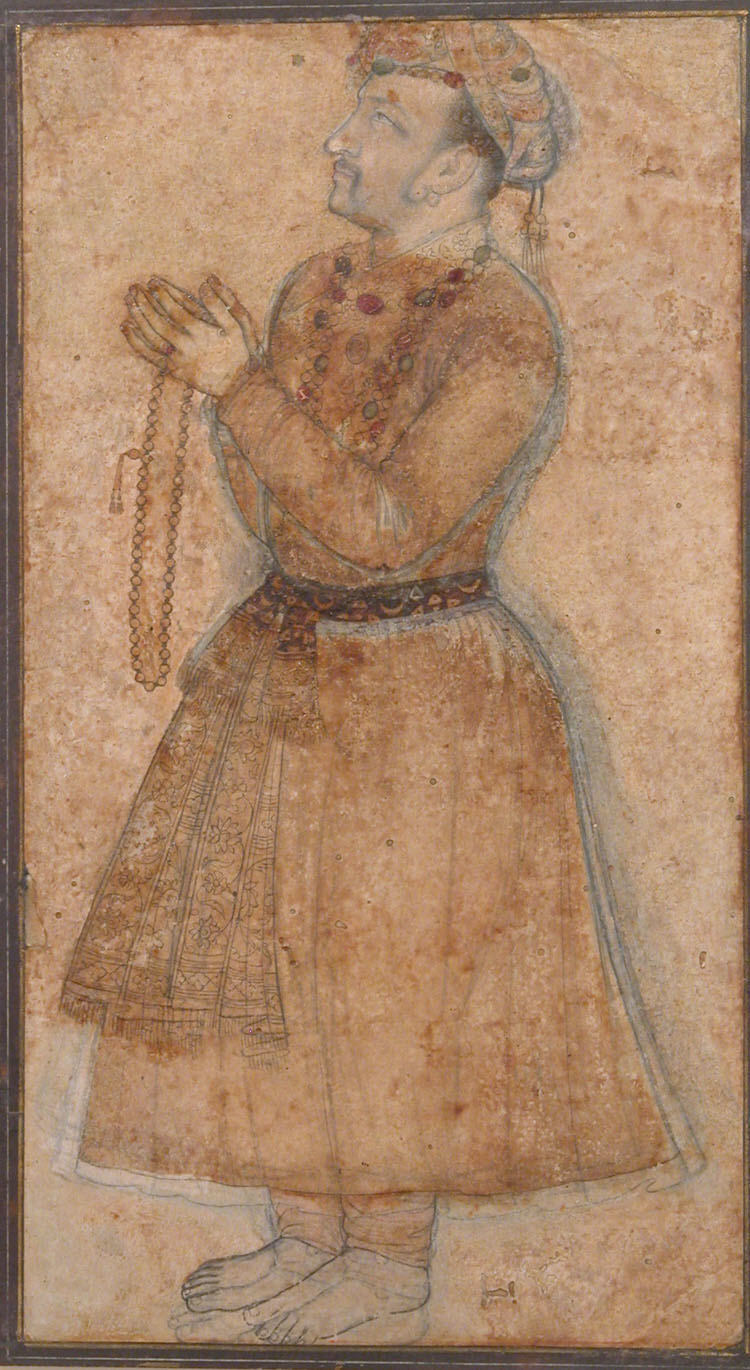
مُنمنمة تُصوِّرُ السُلطان جهانكير وهو يدعو الله. تعود لأوئل القرن السابع عشر الميلادي.

ورث جهانكير عن والده مُلكًا مُستقرًّا ثابتًا واسع الأرجاء، لكنَّهُ وجد أيضًا ما أثاره أبوه من أبحاثٍ وأعمالٍ من الناحية الدينيَّة كانت موضع غضب الكثير من رعيَّته المُسلمين، ولم يكن جهانكير على شاكلة أبيه من هذه الناحية، فقد كان صحيح العقيدة في الإسلام، يحترم الدين وتعاليمه وعُلماءه، فحرص مُنذُ بداية حُكمه إلى إعادة الإسلام إلى مكانته في شبه القارَّة الهنديَّة وسارع إلى إبطال ما أثاره أبوه خلافًا للشريعة الإسلاميَّة، فألغى الدين الإلٰهي والأفكار التي قامت حوله، فهدأت بِذلك نُفُوس المُسلمين. وصف العالم الهندي أبو الحسن علي الحسني الندوي جهانكير بكونه لا يعدو أن يكون مُسلمًا ساذجًا سُنِّي العقيدة، ويرى نفسه مسؤولًا عن حماية عقائد المُسلمين والحفاظ عليها. وكان فيه نوعٌ من سلامة القلب وحُسن السيرة ورُسُوخ العقيدة، ولم يكن يُفكِّر إطلاقًا في تنفيذ دينٍ جديدٍ -كوالده-، إنَّما كان مُنصرفًا مثل جدِّه إلى الترف والبذخ وحياة اللهو.
ظهر في زمن جهانكير أحد أشهر العلماء المُسلمين من أهل السُنَّة والجماعة في الهند وهو أحمد بن عبد الأحد السرهندي والذي نشأ في نفس الوقت الذي كان يدعو فيه السلطان جلال الدين أكبر لِدينه الجديد، فأخذ يرقب الأحوال وبدأ يُنظِّم حركة واسعة لِمُعارضة هذا الدين، وبثَّ أتباعه في أنحاء البلاد، وكتب إلى قادة الجيش وكبار المُوظفين ممَّن يأنس فيهم الروح الإسلاميَّة من خطر هذا الدين على مكانة الإسلام والمُسلمين في الهند. ولم تظهر آثار دعوته إلَّا بعد موت أكبر. وينص بعض المُؤرِّخين على أنَّ جهانكير كان مُقرَّبًا من الشيعة وعُلمائهم، واتخذهم بطانة له، وكان لهم نُفُوذٌ قوِيٌّ في البلاط، وأنَّ عهد جهانكير كان مُمتازًا بالتأثير الشيعي في الجهاز الإداري على عكس عهد أبيه الذي كان يتميَّز بالتأثير الهندوسي، وقد حلَّت في عصر جهانكير العادات والتقاليد الشيعيَّة محل العادات الهندوسيَّة. وعندما اشتد حماس السرهندي في مُعارضة الدين الإلٰهي وما خلَّفهُ من آثارٍ وفي مُناهضة المذهب الشيعي، أمر بِالقبض عليه وسجنه في حصن كواليار، وتختلف المصادر في أسباب القبض عليه، فمن المُؤرِّخين من يذكر أنَّهُ قُبض عليه بِإيعازٍ من عُلماء الشيعة ورجال القصر الشيعة ذوي النُفُوذ في البلاط، بسبب اشتهاره في الرَّد على العقائد الشيعيَّة، ومن المُؤرِّخين من يذكر أنه اعتُقل خوفًا من انقلابه على الحُكُم في أحد الأيَّام. ولكنه سرعان ما عفا عنه، وأبقاه بقربه. ويُشيرُ المؤرِّخُون أنَّ مُرافقة جهانكير لِهذا العالم أثَّرت فيه، فنشأت لديه نزعة دينيَّة، فاعتنى بِتعمير المساجد المُنهدمة من جديد، وشغف بِإقامة المدارس الدينيَّة، وأبطل القوانين المُعارضة لِلشريعة الإسلاميَّة، وعيَّن القُضاة والمُحستبين في مُختلف المُدن الهنديَّة، وما ظهر منه في سنة 1031هـ المُوافقة لِسنة 1622م بِمُناسبة فتح قلعة كانگرة من عواطفٍ إسلاميَّة، وإظهار شعائر الإسلام فيها. يقول جهانكير في كتابه «تُزك جهانكيري»: «فَخَرَجْنَا يَوْمَ 24 مِنْ شَهْرِ دِي أ[›] لِلتَّفَرُّجِ وَالنُّزْهَةِ فِي قَلْعَةِ كَانگَرة، فَأَمَرْنَا أَنْ يُرَافِقَنَا القَاضِي وَمِيرَ عَدْلٍ وَغَيْرُهُمَا مِنَ الْعُلَمَاءِ، لِيُظْهِرُوا فِي هَذِهِ الْقَلْعَةِ شَعَائِرَ الدِّينِ الْإِسْلَامِيِّ، وَأَحْكَامَ الشَّرِيعَةِ الْمُحَمَّدِيَّةِ، عَلَى سَبِيلِ الْإيجَازِ، وَوَصَلَنَا بَعْدَ سَيْرِ فَرْسَخٍ وَاحِدٍ إِلَى ذُروَةِ الْقَلْعَةِ، فَأَمَرْتُ - بِتَوْفِيقِ اللهِ تَعَالَىٰ- بِالْأَذَانِ، فَأُذِّن، ثُمَّ أَلْقَيْتُ خُطْبَةً، وَأَمَرْتُ بِذَبْحِ الْبَقَرَةِ - وَلَمْ يَتَّفِقْ ذَلِكَ قَطُّ مُنْذُ بِناءِ هَذِهِ الْقَلْعَةِ- ثُمَّ خَرَرْتُ للهِ سَاجِدًا عَلَى أَنْ وَفَّقَنِي إِلَى مَا لَمْ يُوَفَّقْ إِلَيْهِ أَيُّ سُلْطَانِ قَبْلُ، وَأَمَرْتُ بِبِنَاءِ مَسْجِدٍ وَاسِعٍ فِي دَاخِلِ الْقَلْعَةِ».

## الدولة في عهده

### إنجازاته العدليَّة والإدارية
كان أوَّل ما أمر به جهانكير بعد جُلُوسه على العرش هو مد سلسلة العدالة لِيطَّلع بِنفسه على شكاوى المظلومين بعد إهمال رجال ديوان العدالة لِأمرهم، وكانت سلسلة من الذهب الخالص بِطُول ثلاثين ذراعًا، وتتدلَّى منها سبعة أجراس، وتمتد من شُرفة البُرج السُلطاني الخاص بقلعة آغرة لتبلغ أسطونًا شُدت إليه عند شاطئ جمنة. وينص المُؤرِّخون أنه كان يتفقَّد أحوال الناس في أسفاره ورحلاته ويُحقِّق مظالمهم.

#### دستور أمل

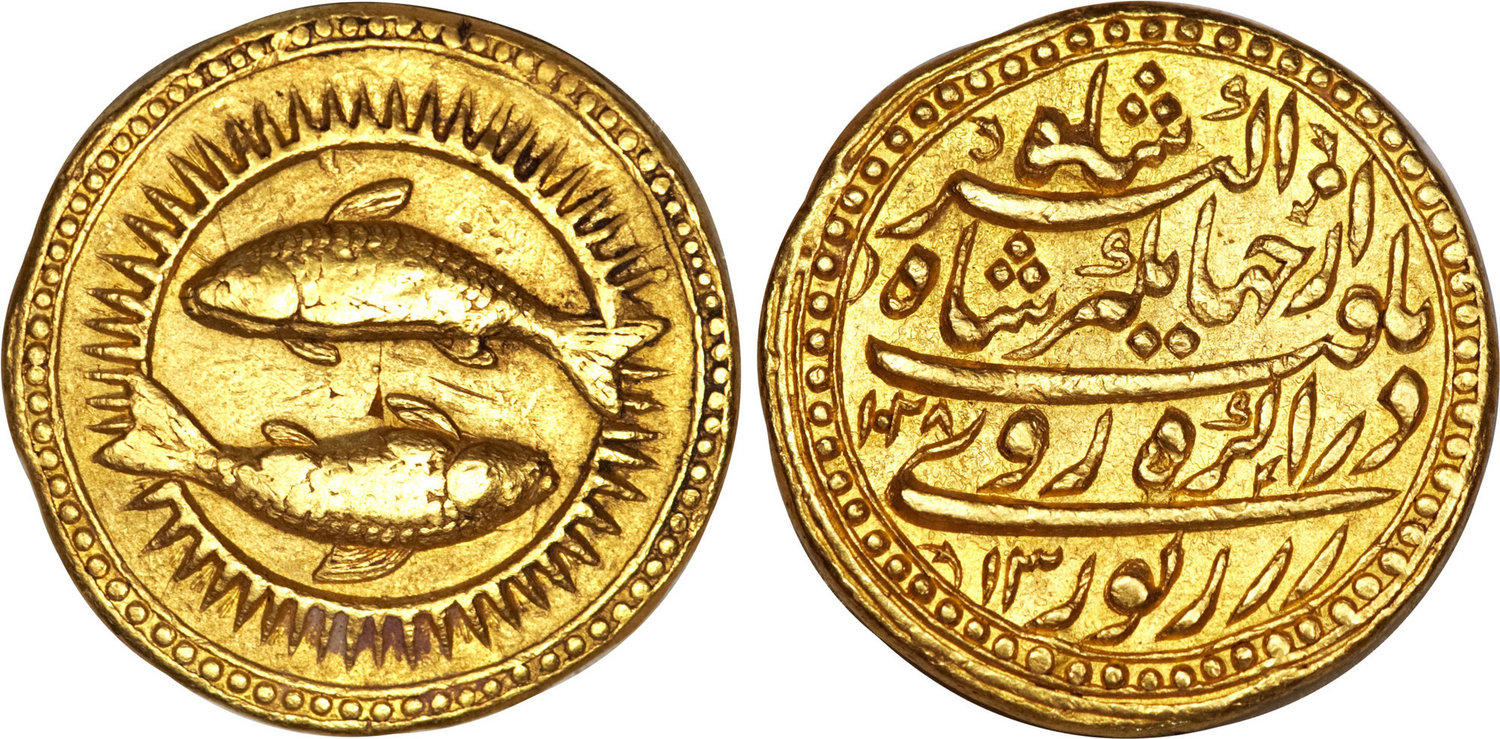
سكَّة ذهبيَّة ضُربت في الهند بِعهد جهانكير.

أصدر جهانكير فور اعتلائه العرش دُستُورًا حدَّد فيه سياسته الداخليَّة، من خلال اثنتي عشرة وصية وجَّهها إلى عُمَّاله لِيسيروا في هديها في علاقاتهم بِرعاياه وتدبيرهم لِشُؤُون الدولة. وقد نظَّم هذا الدُستُور وظائف الدولة ومناصبها المدنيَّة والعسكريَّة والدينيَّة، وفسَّر شُؤُون الميراث. ودفع عن كاهل رعاياه من كانوا يلزمون بِدفعه لِلوُلاة والعُمَّال من الضرائب لِمنافعهم الخاصَّة، كما حظر تطبيق العُقُوبات التي تُؤدي إلى جدع الأنف وقطع الأُذُن أو بتر أي عضو من أعضاء البدن مهما بلغ عظم ذنب المُذنب، وحرَّم هذا الدُستُور تعاطي الشراب وصناعته وتجارته، وحضَّ على إقامة دُور الشفاء في كافَّة أنحاء البلاد وتزويدها بِالأطبَّاء على أن تقوم الدولة بِالإنفاق عليها، فتصرف الغذاء والدواء لِلمرضى بالمجَّان. ومنع الوُلاة والعُمَّال استخدام أقاربهم في مناصب الولايات أو مُصاهرتهم لِلسُكَّان دون إذنٍ صريحٍ من السُلطان، وحثَّهم على إضفاء الأمن والطُمأنينة على الناس، فلا تُغتصب أموالهم وأملاكهم، وأن يكفوهم أخطار اللُصُوص وقُطَّاع الطُرق بِتعمير الأرض الخلاء التي يأوي إليها الأشرار عادةً، وذلك بِبناء المساجد والدُّور بها وحفر الآبار فيها فيأنس الناس إليها. ونظَّم هذا الدُستور مسكوكات الدولة من الذهب والفضَّة والنُحاس وجعل لِكُلِّ صنفٍ منها علمًا مرسومًا.

### سياسة التسامح مع الهندوس

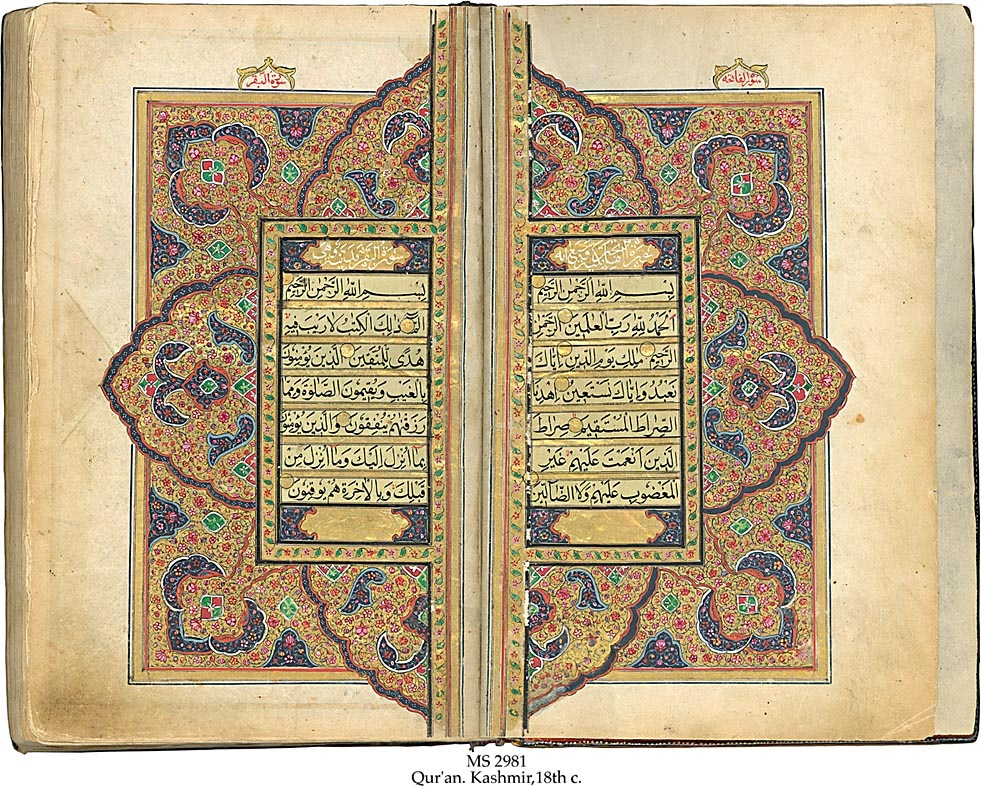
نسخة مُزيَّنة ومُزخرفة من القُرآن، وُضعت بِأمر جهانكير.

نهج جهانكير نهج أبيه أكبر في التشبُّث بِالتسامح المُطلق إزاء رعاياه من الهندوس على الخُصُوص فقرَّبهم إليه وفتح لهم المناصب الرفيعة في الدولة. ينص المُؤرِّخُون على أنَّ هذه السياسة قد ساعدت الدولة المغوليَّة المُترامية الأطراف أكثر ممَّا عاونت عليه قُوَّاتُها العسكريَّة وآلاتها الحربيَّة، وحين عَدَل حُكَّام هذه الدولة عن هذه السياسة التي جرى آباؤهم عليها فيما بعد، أخذت الدولة تتعرَّض لِمتاعب شديدة دفعت بها آخر الأمر في طريق الانهيار.

### الفن والثقافة
كانت لِجهانكير مُشاركة كبيرة في الدراسات الأدبيَّة والتاريخيَّة، وإلمام واسع بِعُلُوم الحيوان والنبات خاصَّة، وشغفٌ بالغٌ بِالحدائق وتنسيقها وتزيدها بِكُلَّ نبتٍ جديد. وكان مُولعًا بفن النقش والتصوير، وبلغ من رُسُوخ قدمه فيه أنَّهُ كان بِمقدوره أن يُميِّز نُقُوش كُل فنَّان بِخصائصه بِسُهُولةٍ، حتَّى عندما يشترك جُملة منهم في نقشٍ واحدٍ. واعتاد أن يصحب في رحلاته اثنين أو ثلاثة من مُصوري البلاط لِتسجيل ما يُعرض أثناء الرحلة من الحوادث الهامَّة. وأصبح رسم الصورة الشخصيَّة في عهده شائعًا إلى حدٍّ كبير، وكثيرًا ما رُسِم السُلطان نفسه، إمَّا بِمُفرده أو بين حاشيته.

### نُمُوّ التجارة مع أوروپَّا

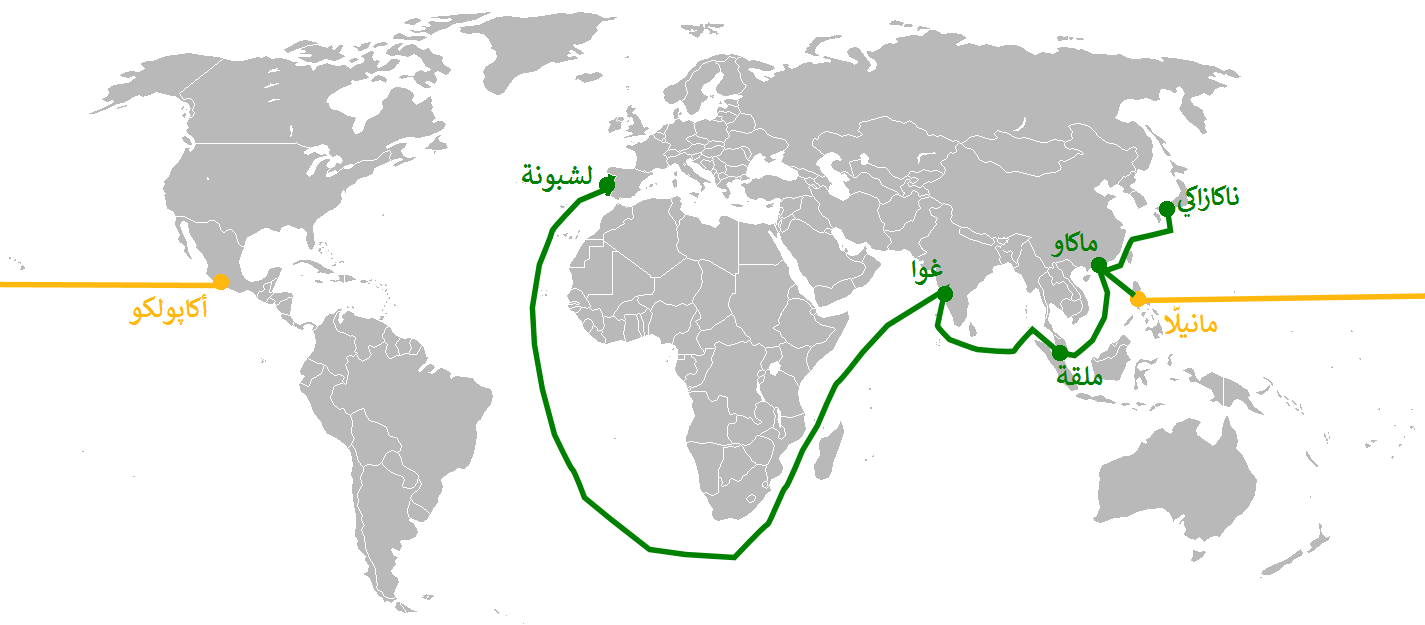
طرق التجارة الپُرتغاليَّة الشرقية من لشبونة إلى ناكازاكي (بالأخضر)، خلال القرنين السادس والسابع عشر الميلاديين.

عندما اعتلى جهانكير العرش المغولي كانت ثلاث دُول أوروپيَّة تتنافس على السيطرة على التجارة الشرقيَّة مع الهند، هي الإمبراطوريَّة الپُرتُغاليَّة التي مضى على سيطرتها على التجارة الأوروپيَّة مع الهند أكثر من قرن، أنشأت خلالها المُستعمرات ووطَّدت أقدامها على الشواطئ الهنديَّة، وقد بلغت في تلك الفترة مراحل شيخوختها بِفعل دُخُول مُنافسين جُدد، هي الإمبراطورية الهولنديَّة ومملكة إنگلترا ثُمَّ مملكة فرنسا بعد ذلك. والواقع أنَّ الإمبراطوريَّة الهولنديَّة حلَّت محل نظيرتها الپُرتُغاليَّة كدولةٍ رئيسة في المُحيط الهندي خِلال القرن السابع عشر الميلادي. ففي سنة 1002هـ المُوافقة لِسنة 1594م، قرَّر الملك فيليپ الثاني إقفال مرفأ لشبونة في وجه الهولنديين والإنگليز، وهو قرارٌ لم يُنفَّذ على الوجه المطلوب، دائمًا، بحيثُ كانت بعض السُفُن الهولنديَّة والإنگليزيَّة تقع في قبضة الإسپان، فتُصادر منها البضائع التي تنقلها. وقد خشيت الدولتان المذكورتان من سدِّ المسالك البحريَّة في وجه سُفُنهما ما يُشكِّلُ خطرًا من شأنه أن يُلحق الاضطراب في اقتصادهما، لِذلك راحتا تسعيان لِإقامة علاقاتٍ تجاريَّةٍ مُباشرةٍ مع أقطار المُحيط الهندي.

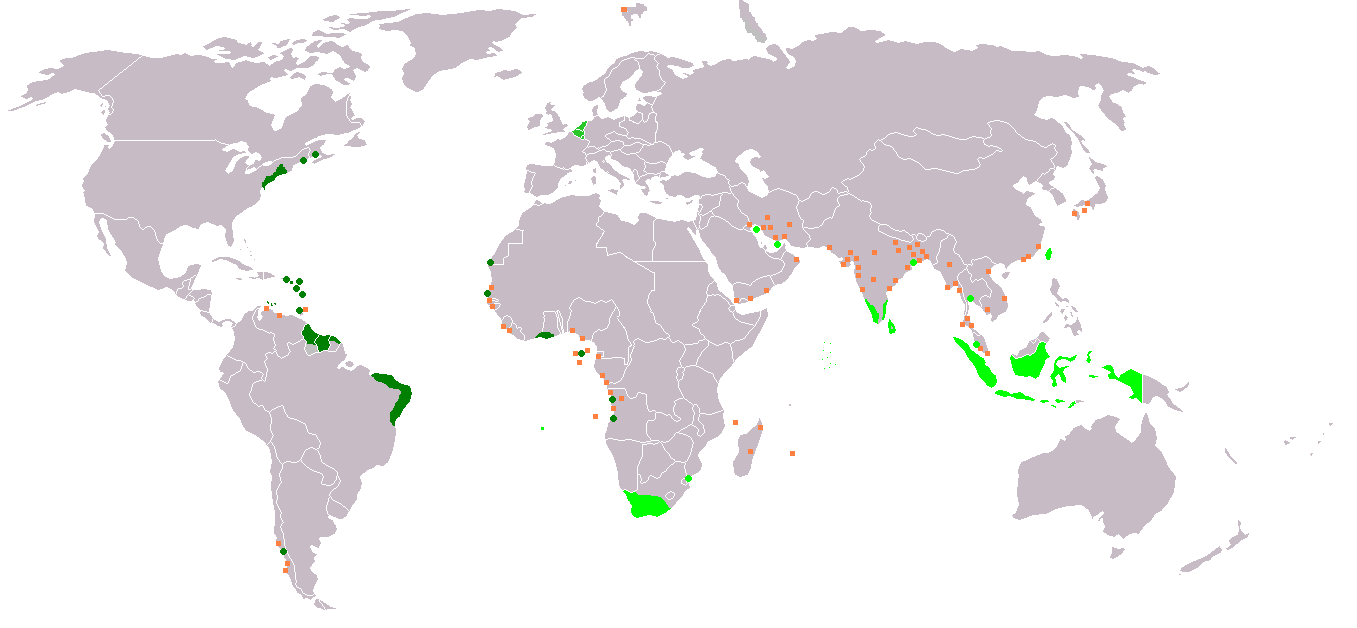
خريطة توضح مواقع المُستعمرات الهولنديَّة حول العالم (البُرتُقالي) بِالإضافة إلى المناطق المُحتلَّة (الفُستُقي).

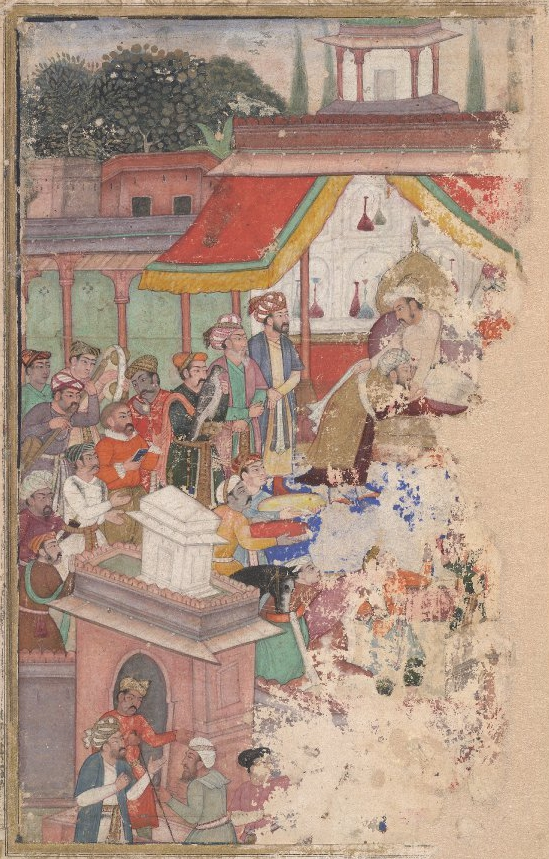
جهانكير يستقبل السفير الإنگليزي السير توما رو ويتلقَّى هديَّته التي هي عبارة عن ثوبٍ نفيس.

كانت الأوضاع السياسيَّة السائدة آنذاك تصُب في مصلحة الهولنديين بعد أن اقتصرت سيطرة الپُرتُغاليين على بضع قلاعٍ وعددٍ من الحُصُون، كما أنَّ هؤلاء كانوا في حُرُوبٍ مُتواصلةٍ مع السلطنات الإسلاميَّة الذين كانوا هُم أيضًا يُتاجرون بِالتوابل، وهُم على أتم الاستعداد لِلتعامل مع غير الپُرتُغاليين من التُجَّار. ومُنذُ سنة 1006 - 1007هـ المُوافقة لِسنة 1598م، أسَّس الهولنديُّون مراكز تجاريَّة على الساحل الشمالي من شبه الجزيرة الماليزيَّة، وأخذت الشركات الهولنديَّة تتزاحم، ما أدَّى إلى ارتفاع أسعار الأفاوية في الجُزُر المُنتجة لها، وأخذ الحُكَّام هُناك يرفعون الأسعار، شهرًا بعد شهر، وقد أوشكت أسواق أمستردام أن تُصاب بِالتُخمة، فرأى حاكم هولندا العام آنذاك، يُوحنَّا أولدنبارندڤلت (بالهولندية: Johan van Oldenbarnevelt)، أن يتدارك الأمر، فأصدر في سنة 1011هـ المُوافقة لِسنة 1602م، أمرًا بِإنشاء الشركة الهولنديَّة لِجُزُر الهند الشرقيَّة. ودخل الهولنديُّون بعد ذلك في مُنافسةٍ حادَّةٍ مع الپُرتُغاليين، واستطاعت الشركة الهولنديَّة أن تستولي على حُصُونهم تباعًا الواحد تلو الآخر. وفي سنة 1008 - 1009هـ المُوافقة لِسنة 1600م تأسَّست شركة الهند الشرقيَّة الإنگليزيَّة. وسار الإنگليز في كُل مكان، على خُطى الهولنديين، فراحوا يُنشئون مراكز قريبة من مراكز الهولنديين، الأمر الذي أدَّى إلى التنافس والتصادم والاقتتال بين الفريقين، ما حمل الحكومتين على الدُخُول في مُفاوضاتٍ أسفرت عن إنشاء شركةٍ جديدةٍ بِدمج الشركتين معًا، غير أنَّ المُستعمرين الهولنديين رفضوا مثل هذه التسوية، وحطَّموا السُفُن الإنگليزيَّة في سنة 1028هـ المُوافقة لِسنة 1619م، كما أنَّ محكمة العدل الهولنديَّة في أمبون حكمت بِالإعدام على ثمانية إنگليز، بعد أن اتُهموا بِالاستيلاء على الحصن الهولندي بِمُساعدة بعض المُرتزقة اليابانيين. وأخذت الإمبراطوريَّة الهولنديَّة التجاريَّة تنمو وتتطوَّر وفقًا للِأفكار والمبادئ التي نادى بها وطبَّقها الحاكم العام بين سنتَيْ 1027 و1032هـ المُوافقة لِما بين سنتَيْ 1618 و1623م والتي أوحت بِفرض التجارة الهولنديَّة بِالقُوَّة، وأنَّ على التُجَّار الهولنديين ألَّا يكونوا تُجَّارًا فحسب، كما كان الپُرتُغاليُّون، بل مُنتجين لِلتوابل والأفاوية بِأنفُسهم حتَّى لا يتلاشوا كما تلاشى أولئك، وعُرفت هذه السياسة التجاريَّة بِمبدأ «التجارة في الهند ومع الهند». واحتلَّ الهولنديُّون الجُزُر الإندونيسيَّة، وسيطروا على المعابر والمضايق التي لا بُدَّ من اجتيازها، وكُلُّها مراكز ومُقاطعات انتزعوها من الپُرتُغاليين، وسيطروا على سرنديب وساحل الملبار وملقة وكوشين، واستحصلوا من الشاه الصفوي وسلاطين الهند الترخيص بِإنشاء بعض الوكالات التجاريَّة.

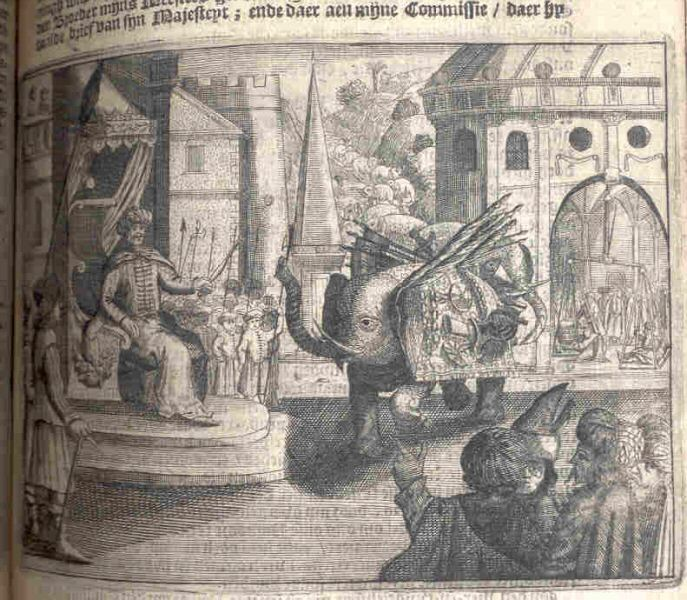
طبعة هولنديَّة تُصوِّر استقبال جهانكير لِلسفير الإنگليزي السير توما رو.

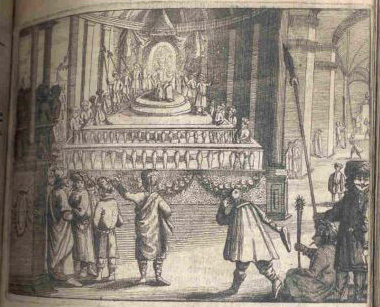
طبعة هولنديَّة تُصوِّر سُفراءٌ أوروپيين في حضرة السُلطان. نُشرت سنة 1656م.

والواقع أنَّ السياسة الهولنديَّة في التجارة مع الهند عادت بِالنفع على سُكَّان البلاد، غير أنَّهُ من الصعب معرفة المدى الذي بلغه النقد وحافز المعادن الثمينة المُستوردة، في تأثيرها على الصناعة والتجارة، بِالإضافة إلى المدى الذي بلغه هذا التأثير في تغيُّر وضع العامل الهندي. ولا شكَّ بِأنَّ كبار التُجَّار، من هُنُودٍ ومالاويين، استفادوا كثيرًا من المُنافسة الحادَّة التي قامت بين الدُول الأوروپيَّة، فرفعوا أسعارهم. ففي مدينة سورت ترأَّس «برجي بورة»، بين سنتَيْ 1028 و1075هـ المُوافقة لِما بين سنتَيْ 1619 و1665م، إدارة اتحاد تجاري كان بِوسعه أن يشتري حمل سفينةٍ أو أكثر، وقد فتح هذا الاتحاد مراكز تجاريَّة له، في سورت وأحمد آباد وآغرة وگُلكُندة وجكرة، ودعَّمها بِالحُصُون لِلوُقُوف في وجه الپُرتُغاليين الذين كان لهم عند المغول مقامٌ محمود. واقتدى الإنگليز بِالهولنديين، وساروا على خُطاهم في غزو الأسواق الآسيويَّة بِعامَّةٍ والهنديَّة بِخاصَّةٍ. وكان ملك إنگلترا يعقوب الأوَّل قد عيَّن سفيرًا له في آغرة في سنة 1017هـ المُوافقة لِسنة 1608م هو السير وليم هوكينز، وظهر في بلاط جهانكير بِوصفه مُمثلًا لِملك إنگلترا وشركة الهند الشرقيَّة الإنگليزيَّة معًا، وحين قدَّم لِلسُلطان المغولي رسالة من ملكه تتضمَّن رجاءً بِتسهيل سُبُل التجارة الإنگليزيَّة في بلاده؛ احتفى به السُلطان وأذن لهُ بِمُشاركته مجالس شرابه، وأقام عنده مُدَّة سنتين ونصف حتَّى بلغ الپُرتُغاليُّون بِدسائسهم إلى تنفيره منه، فألقوا إلى السُلطان بأنَّ ملك إنگلترا ليس سوى سيِّد على جزيرة صغيرة يسكُنُها صيَّادون بائسون.
ويبدو أنَّ السفير الإنگليزي لم يظفر بِطائل، خِلال المُدَّة المذكورة، واضطرَّ أن يُغادر الهند عائدًا إلى بلاده، وطلب من السُلطان أن يكتب كتابًا لِمليكه، فرفض لأنَّ ممَّا لا يُناسب قدر سُلطانٍ مغوليٍّ أن يكتب إلى أميرٍ صغيرٍ كملك إنگلترا، غير أنَّ الشركة الإنگليزيَّة ما زالت تُحيك الدسائس حتَّى نالت براءةً من السُلطان سمحت لها بِأن تُمارس التجارة في سورت. ومهَّد ازدياد النفرة والتباعُد بين أُمراء الگُجرات والپُرتُغاليين ومُبشِّريهم إلى الترحيب بِـ«توما رو»، السفير الإنگليزي الجديد، واستطاع هذا بِدبلوماسيَّته وكياسته وما جلبه معه من الطرائف والجواهر والحُليّ، وما قدَّمه لِرجال الدولة من الهدايا الفاخرة أن يبلغ منزلةً رفيعةً عند السُلطان، فاختلط مع عساكره نحو ثلاث سنوات، وظلَّ يسعى عند السُلطان لِعدم فرض ضرائب على التجارة الإنگليزيَّة حتَّى حقَّق غايته، كما سمح السُلطان لِلإنگليز، في سنة 1025هـ المُوافقة لِسنة 1616م، بِتحصين المركز التجاري الإنگليزي في سورت، فثبَّت بِذلك أقدام شركة الهند الشرقيَّة الإنگليزيَّة، بِحيثُ أُتيح لها بعد ذلك أن تتوسَّع في كوروماندو وگُلكُندة وإلى الجنوب من مدراس. وكان ممَّا يسَّر مُهمَّة الإنگليز التجاريَّة بِعامَّةٍ خُلُو جالياتهم، في بادئ الأمر، من المُبشِّرين، وحرصهم على عدم التدخُّل في شُؤون السُكَّان وتظاهرهم بِالمودَّة والمُداهنة لهم. وكان التُجَّار الأوروپيُّون بِعامَّة يجلبون معهم إلى الهند كُلَّ طريف من مُنتجات بلادهم، فيُغرقون أسواقها بِالكماليَّات وأدوات الزينة المطلوبة والتي كان الناس يتهافتون على شرائها لِيأخذوا منها، مُقابل ذلك، المواد الأوليَّة القُطُن والنيلة، فيَجنون من مُقايضتهم هذه أرباحًا طائلة، وكانت هذه المُقايضات تجري في موانئ بروج سورت وكمباي وقاليقوط ثُمَّ في كُلكتَّة بعد ذلك. وهكذا بدأ الأوروپيُّون المُستعمرون، في عهد جهانكير، يتغلغلون في صميم الحياة التجاريَّة تمهيدًا لِلسيطرة السياسيَّة التي تحقَّقت مُستقبلًا، ويُؤخذ على هذا السُلطان أنَّهُ أعفى التجارة الإنگليزيَّة من الضرائب ما سهَّل لهم التغلغُل في البلاد.

## زوجاته وأولاده
تزوَّج جهانكير من عدَّة نساء خِلال حياته وأنجب منهُنَّ عدَّة أبناء وبنات، أمَّا زوجاته، باستثناء نورجهان، وأولاده، فهم:

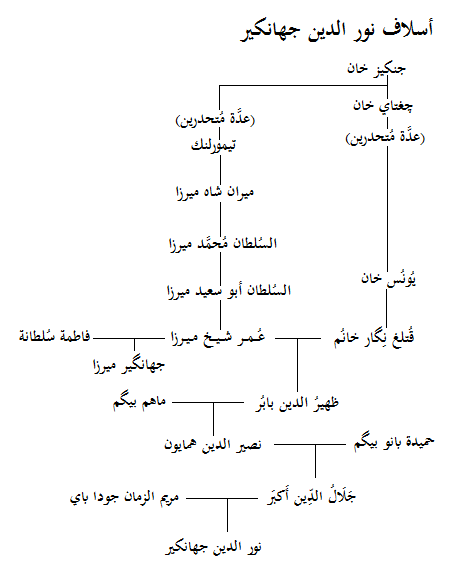
شجرة نسب جهانكير.

- شاہ بيگم: اسمها يعني «السيِّدة الملكيَّة»، أمَّا اسمها الأصلي فهو «من بھاوتي بائي» أو «مان بائي».[la 37] هندوسيَّة الأصل، فهي ابنة الراجا «بهاگونت داس»، صاحب حصن عامر،[la 38] وقد أنجبت لِزوجها ابنًا وبنتًا: خسرو ميرزا وسُلطان النساء بيگم. تُوفيت يوم 17 ذي الحجَّة 1012هـ المُوافقة فيه 16 أيَّار (مايو) 1604م.[la 39]
- بلقيس مكاني جگت گوسين: اسمها «جگت گوسين» يعني «سيِّدة العالم»،[la 40] وهي هندوسيَّة الأصل، ابنة الراجا «أُدھي سينگه» صاحب ماروار،[la 41] أنجبت لِزوجها وليّ عهده خُرَّم مُحمَّد، الذين اشتهر بِشاهجهان، وابنتين هُما: بيگم سُلطان وعزَّت النساء. تُوفيت يوم 20 ذي القعدة 1012هـ المُوافق فيه 19 أبريل 1619م، ولُقِّبت بعد وفاتها بِـ«بلقيس مكاني».[la 42][la 43]
- صاحب جمال بيگم: أصولها تُركيَّة من مدينة هراة،[la 44] وهي ابنة أحد عُلماء المدينة المشهورين، المُسمَّى «خوجة حسن». تزوَّجها جهانكير سنة 1589م،[la 45] أنجبت لِزوجها كُلًا من پرويز وابنة ماتت وهي بعدُ رضيعة.[la 46] تُوفيت حوالي 2 ذي الحجَّة 1007هـ المُوافق فيه 25 حُزيران (يونيو) 1599م.
- ملكة جهان: هندوسيَّة الأصل، واسمها الأصلي غير معروف.[la 47] يُعرف أنها ابنة الراجا «روال بهيم سينگه» صاحب جيسلمير.[la 48] يظهر بحسب مُذكَّرات جهانكير أنَّ زواجه بها كان لِغايةٍ سياسيَّةٍ ويهدف إلى تقوية الرابط المغولي مع قومها الهندوسيين.[la 49]
- نورُ النساء بيگم: مغوليَّة الأصل، ابنة الأمير إبراهيم حُسين ميرزا، سليل عُمر شيخ ميرزا، ثاني أبناء تيمورلنك.[la 50] خطبتها أُمُّها لِجهانكير خِلال سلطنة أبيه أكبر، وتزوَّجها يوم 25 جُمادى الأولى 1001هـ المُوافق فيه 26 شُباط (فبراير) 1593م. أنجبت لِزوجها ابنة وحيدة.[la 51]
- خاص محل: مغوليَّة الأصل، ابنة الأمير «زين خان كوكا»،[la 52] تزوَّجها جهانكير يوم 3 ذي القعدة 1004هـ المُوافق فيه 28 حُزيران (يونيو) 1596م.[la 53]
- صالحة بانو بيگم: مغوليَّة الأصل، ابنة الأمير قائم خان.[la 54] تزوَّجها جهانكير سنة 1608م، أي في السنة الثالثة لِحُكمه، ولُقِّبت «پادشاه محل» أي سيِّدة القصر، ولمَّا تُوفيت سنة 1620م، آل هذا اللقب إلى نورجهان.[la 55]

أمَّا أبناء وبنات جهانكير الآخرين، فهم: شهريار ميرزا، وجهاندار ميرزا من الذُكُور؛ ودولت النساء بيگم، وبهار بانو بيگم، وبيگم سُلطان بيگم، وعفَّت بانو بيگم، بِالإضافة لِخمس بناتٍ أُخريات لا تنص المراجع على أسمائهن.

## في التُراث الشعبي والثقافة العامَّة
جُسِّدت شخصيَّة جهانكير في مجموعةٍ من الأفلام السينمائيَّة والمُسلسلات التلفزيونيَّة، ومن أبرزها: فيلم «پُكار» الهندي الصادر سنة 1939م، وفيه جسَّد المُمثل شاندرا موهان دور جهانكير، وفي فيلم «أناركلي» الصادر سنة 1953م، وفيه جسَّد المُمثل «پرديپ كُمار» دور السُلطان المغولي. ولعلَّ فيلم «مُغل أعظم» الصادر سنة 1960م هو أبرز عملٍ سينمائيٍّ تناول حياة السُلطان أكبر وولده، وفيه أدَّى دیلیپ كومار دور جهانكير البالغ، في حين أدَّى جلال آغا دور جهانكير الفتى. أمَّا المُسلسلات فمن أشهرها مُسلسل نورجهان الصادر سنة 2000م، وفيه جسَّد ميليند سومان دور جهانكير، وكذلك مُسلسل جودا أكبر الذي لعب فيه المُمثل «راڤي بهاتيا» الدور المذكور.

## حواشٍ
- ^ أ:  الموافق 1 ربيع الأوَّل 1031هـ.

### فهرست المراجع
بِاللُغتين العربيَّة والفارسيَّة
1. 1 2 3 4  الشريف (1995)، ص. 1194-1195.
2. 1 2 3 4 5 6  طقوش (2007)، ص. 261.
3. 1 2 3  النمر (1981)، ص. 298-300.
4. ↑  الساداتي (1959)، ص. 114.
5. ↑  الندوي (2007)، ص. 85-86.
6. ↑  الحسني (1999)، ص. 543.
7. 1 2 3 4 5 6  الحسني (1999)، ص. 516-517.
8. 1 2  الشيال (2001)، ص. 124.
9. ↑  الندوي (2007)، ص. 325.
10. ↑  الشيال (2001)، ص. 92.
11. ↑  الساداتي (1959)، ص. 137.
12. 1 2 3  نوار (1998)، ص. 528-531.
13. ↑  الندوي (2007)، ص. 113.
14. 1 2  الساداتي (1959)، ص. 164.
15. ↑  طقوش (2007)، ص. 249.
16. ↑  الشيال (2001)، ص. 125.
17. ↑  طقوش (2007)، ص. 262.
18. 1 2 3  الساداتي (1959)، ص. 168-169.
19. ↑  النمر (1981)، ص. 303.
20. 1 2  الشيال (2001)، ص. 124-126.
21. ↑  طقوش (2007)، ص. 263-264.
22. 1 2  الساداتي (1959)، ص. 169-170.
23. ↑  الشيال (2001)، ص. 126.
24. 1 2  الشيال (2001)، ص. 126-128.
25. 1 2 3  طقوش (2007)، ص. 264-265.
26. 1 2  الساداتي (1959)، ص. 170-171.
27. 1 2 3 4 5  النمر (1981)، ص. 301-302.
28. 1 2 3 4 5 6 7  طقوش (2007)، ص. 265-267.
29. 1 2  الشيال (2001)، ص. 128-130.
30. ↑  الساداتي (1959)، ص. 171-172.
31. 1 2  الحسني (1999)، ص. 660-661.
32. 1 2 3 4 5 6 7  الشيال (2001)، ص. 132-133.
33. 1 2 3 4 5 6  الساداتي (1959)، ص. 176-178.
34. 1 2  النمر (1981)، ص. 304-305.
35. 1 2 3 4 5 6 7 8 9  طقوش (2007)، ص. 270-271.
36. 1 2 3  غازي (2009)، ص. 139-140.
37. 1 2 3  طقوش (2007)، ص. 271-273.
38. 1 2 3  الساداتي (1959)، ص. 174-176.
39. ↑  طقوش (2007)، ص. 273-274.
40. 1 2  النمر (1981)، ص. 306.
41. 1 2 3 4 5  الساداتي (1959)، ص. 180-181.
42. ↑  الحسني (2001)، ص. 383.
43. 1 2 3 4  النمر (1981)، ص. 308-309.
44. ↑  النمر (1981)، ص. 307.
45. ↑  محفوظ (2004)، ص. 59.
46. ↑  الندوي (2007)، ص. 163-164.
47. 1 2 3 4  الشيال (2001)، ص. 118-120.
48. ↑  الصلابي (2009)، ص. 427.
49. ↑  ملكاوي وآخرون (2014)، ص. 135-136.
50. 1 2 3  العفاني (2005)، ص. 74.
51. ↑  الوكيل (1994)، ص. 240.
52. ↑  غازي (2009)، ص. 150.
53. ↑  غازي (2009)، ص. 129-133.
54. ↑  الندوي (2004)، ص. 98.
55. ↑  الندوي (2007)، ص. 174.
56. ↑  الندوي (2007)، ص. 325-326.
57. 1 2 3  الساداتي (1959)، ص. 165-167.
58. ↑  النمر (1981)، ص. 312-313.
59. ↑  ديماند (1954)، ص. 72-73.
60. 1 2 3 4 5 6 7 8  طقوش (2007)، ص. 274-277.
61. 1 2 3 4 5 6 7 8  موسنيه (1987)، ص. 610-614.

بلُغاتٍ أجنبية
1. ↑  Abu'l-Fazl (1907), p. 503.
2. ↑  Newman (2013), p. 103.
3. ↑  Britannica (N.D).
4. ↑  Singh & Fenech (2014), p. 647.
5. ↑  Jahangir (1909), p. 1.
6. ↑  Majumdar (1974), p. 179.
7. ↑  Sen (2013), p. 165.
8. ↑  Jahan (N.D).
9. ↑  Hussain Khan (N.D).
10. ↑  Lobato (1995), p. 168.
11. ↑  Dhaka Times (2016).
12. ↑  Eraly (2004), p. 259.
13. ↑  Prasad (1930), p. 227.
14. ↑  Chandra (2006), p. 123.
15. ↑  Majumdar (1974), p. 415–45.
16. ↑  Shyam (1966), p. 241.
17. ↑  Tumbe (2018), p. 29.
18. ↑  Narayan (2016), p. 37.
19. ↑  Sen (2013), p. 165–166.
20. ↑  Nath (1990)، ص. 67.
21. ↑  Eraly (2000), p. 272.
22. ↑  Chandra (2006), p. 237.
23. ↑  Abu'l-Fazl (1873).
24. ↑  Burton (1997), p. 159.
25. ↑  Matthee & Mashita (2012).
26. ↑  Kohn (2007), p. 337.
27. ↑  Chandra (2006), p. 242.
28. ↑  Chandra (2006), p. 221.
29. ↑  Burton (1997), p. 160.
30. ↑  Burton (1997), p. 162.
31. ↑  Lach & Van Kley (1998), p. 629.
32. ↑  Flores (2015), p. 9.
33. ↑  Robinson (2004), p. 45.
34. ↑  Hansen & Curtis (2013), p. 446.
35. ↑  Findly (1993), p. 311.
36. ↑  Richards (2008), p. 102.
37. ↑  Prasad (1974), p. 294.
38. ↑  Shadab & Shadaba (2003), p. 598.
39. ↑  Rivers (1907), p. 604.
40. ↑  Shyamaldas (1889), p. 71.
41. ↑  Jahangir (1999), p. 13.
42. ↑  Sharma (2016), p. 144.
43. ↑  Lal (1988), p. 149.
44. ↑  Shujauddin (1967), p. 71.
45. ↑  Awangābādī & Son (1952), p. 1023.
46. ↑  Lal (1923), p. 27-28.
47. ↑  Shujauddin (1967), p. 96.
48. ↑  Mukherjee (2001), p. 23.
49. ↑  Jahangir (1999), p. 376.
50. ↑  Abu'l-Fazl (1873), p. 461.
51. ↑  Abu'l-Fazl.2 (1907), p. 969-970, 1031.
52. ↑  Desai (2003), p. 281.
53. ↑  Abu'l-Fazl.2 (1907), p. 1058–1059.
54. ↑  Lal (1988), p. 27.
55. ↑  Findly (1993), p. 125.
56. ↑  Bajaj (2014), p. 2020.
57. ↑  Hansen & Curtis (2012), p. 50.
58. ↑  The Times of India (N.D).
59. ↑  Vetticad (1999).
60. ↑  Maheshwri (2014).

### ثبت المراجع(مُرتَّبة حسب تاريخ النشر)
كُتُب ودوريَّات باللُّغة العربيَّة:
- م. س. ديماند (1954)، الفُنُون الإسلاميَّة، ترجمة: أحمد محمد عيسى، القاهرة: دار المعارف، OCLC:1342304910، QID:Q118559275
- أحمد محمود الساداتي (1959)، تاريخ المُسلمين في شبه القارَّة الهنديَّة وحضارتهم: الدولة المغوليَّة، القاهرة: مكتبة الآداب للنشر والتوزيع، ج. 2، QID:Q115912807
- عبد المنعم النمر (1981)، تاريخ الإسلام في الهند (ط. 1)، بيروت: المؤسسة الجامعية للدراسات والنشر والتوزيع، OCLC:4771140982، QID:Q115910365
- رولان موسنيه (1987)، تاريخ الحضارات العام: القرنان السادس عشر والسابع عشر (PDF)، ترجمة: يوسف أسعد داغر؛ فريد م. داغر (ط. 2)، بيروت، باريس: عويدات للنشر والطباعة، QID:Q118111249
- أبو الحسن الندوي (1990)، صُورتان مُتضادَّتان عند أهل السُنَّة والشيعة الإماميَّة: لنتائج جُهُود الرسول ﷺ الدَّعويَّة والتربويَّة وسيرة أصحابه رضي الله عنهم (ط. 1)، جدة: دار البشير للنشر والتوزيع، OCLC:784571929، QID:Q118499746
- محمد السيد الوكيل (1994)، استمراريَّة الدعوة: نماذج من الدُّعاة من القرن السَّابع الى القرن الرابع عشر (ط. 1)، جدة: دار المجتمع للنشر والتوزيع، QID:Q118499547
- محمد موسى الشريف (1995)، المُختار المصون من أعلام القُرُون (PDF) (ط. 1)، جدة: دار الأندلس الخضراء، OCLC:4770043230، QID:Q115943709
- عبد العزيز نوار (1998). تاريخ الشُعُوب الإسلاميَّة (PDF). القاهرة: دار الفكر العربي. ISBN:977-101-115-4. OCLC:40494498. QID:Q115910703.
- عبد الحي الحسني (1999)، الإعلام بمن في تاريخ الهند من الأعلام المُسمَّى بنُزهة الخواطر وبهجة المسامع والنواظر (ط. 1)، بيروت: دار ابن حزم، OCLC:4770515796، QID:Q115914408
- عبد الحي الحسني (2001)، الهند في العهد الإسلامي (PDF)، مراجعة: أبو الحسن الندوي، لكهنؤ: دار عرفات، OCLC:55013020، QID:Q118498141
- جمال الدين الشيال (2001). تاريخ دولة أباطرة المغول الإسلاميَّة في الهند (PDF) (ط. 1). القاهرة: مكتبة الثقافة الدينية. ISBN:977-341-011-0. OCLC:46672560. QID:Q115912926.
- حازم محمد أحمد محفوظ (2004). ازدهار الإسلام في شبه القارَّة الهنديَّة (ط. 1). القاهرة: الدار الثقافية للنشر والتوزيع. ISBN:978-977-339-122-5. OCLC:54664172. OL:19666271M. QID:Q115944403.
- سيد حسين العفاني (2005)، زهرة البساتين من مواقف العُلماء الربَّانيين (ط. 3)، القاهرة: دار العفاني، ج. 2، QID:Q118125843
- محمد سهيل طقوش (2007). تاريخ مغول القبيلة الذهبيَّة والهند (ط. 1). بيروت: دار النفائس للطباعة والنشر والتوزيع. ISBN:978-9953-18-436-4. OCLC:471749423. OL:27125375M. QID:Q107406383.
- أبو الحسن الندوي (2007)، رجال الفكر والدعوة في الإسلام (PDF)، ترجمة: سلمان الحسيني الندوي (ط. 3)، دمشق، بيروت: دار ابن كثير، ج. 3، 4، QID:Q118278819
- محمود أحمد غازي (2009). تاريخ الحركة المُجدِّديَّة: دراسة تاريخيَّة تحليليَّة لحياة الإمام المُجدِّد أحمد بن عبد الأحد السرهندي المعروف بمُجدِّد الألف الثاني وعمله الإصلاحي التجديدي الذي قام به في شبه القارَّة مع ترجمة لبعض رسائل وكتاباته المُختارة (ط. 1). بيروت: دار الكتب العلمية. ISBN:978-2-7451-6265-6. OCLC:568570926. OL:44910877M. QID:Q118111544.
- علي الصلابي (2009). فقه النصر والتمكين في القُرآن الكريم: أنواعه، شُرُوطُه وأسبابُه، مراحلُه وأهدافُه (ط. 5). بيروت: دار المعرفة للطباعة والنشر. ISBN:9953-446-63-6. QID:Q118499445.
- فتحي حسن ملكاوي؛ رائد جميل عكاشة؛ ماجد فوزي أبو غزالة (2014). التحولات الفكريَّة في العالم الإسلامي: أعلام وكتب وحركات وأفكار من القرن العاشر إلى الثاني عشر الهجري (ط. 1). عَمَّان: المعهد العالمي للفكر الإسلامي. ISBN:978-1-5656-4621-6. OCLC:8575961707. OL:31117404M. QID:Q118124873. مؤرشف من الأصل في 2019-12-28.

بلُغاتٍ أجنبية:
- "Jahāngīr: emperor of India". Encyclopædia Britannica (بالإنجليزية) (electronic ed.). Encyclopædia Britannica, Inc. Invalid Date. Archived from the original on 2018-7-24. {{استشهاد بموسوعة}}: تحقق من التاريخ في: |تاريخ= (help)
- Hussain Khan, Muazzam. "Khwaja Usman". Banglapedia: National Encyclopedia of Bangladesh (بالإنجليزية). Asiatic Society of Bangladesh. Archived from the original on 2023-04-06.
- "Mughal-E-Azam: Lesser known facts". The Times of India (بالإنجليزية). Archived from the original on 2018-10-13. Retrieved 2016-07-12.
- Jahan, Shahnaj Husne. "Tajpur Fort". Banglapedia: National Encyclopedia of Bangladesh (بالإنجليزية). Asiatic Society of Bangladesh. Archived from the original on 2022-03-03.
- 'Allami, Abu'l-Fazl ibn Mubarak (1873). The Ain-I-Akbari (بالإنجليزية). Translated by Heinrich Blochmann. Calcutta: The Asiatic Society of Bengal. Vol. I. Archived from the original on 2018-07-19. Retrieved 2020-05-23.{{استشهاد بكتاب}}:  صيانة الاستشهاد: BOT: original URL status unknown (link)
- Shyamaldas, Kaviraj (1889). "The Mother of Jahangir". Journal of the Asiatic Society of Bengal (بالإنجليزية). Translated by Babu Ram Prasad. Asiatic Society of Bengal. 57. Archived from the original on 2022-02-25.{{استشهاد بدورية محكمة}}:  صيانة الاستشهاد: ref duplicates default (link)
- Jahangir, Nur-ud-Din Muhammad (1909–1914). Henry Beveridge (ed.). The Tuzuk-i-Jahangiri; or, Memoirs of Jahangir (بالإنجليزية). Translated by Alexander Rogers. London: Royal Asiatic Society.{{استشهاد بكتاب}}:  صيانة الاستشهاد: تنسيق التاريخ (link)
- Rivers, W. H. R. (1907). "The Marriage of Cousins In India". The Journal Of The Royal Asiatic Society Of Great Britain And Ireland (بالإنجليزية). The Royal Asiatic Society Of Great Britain And Ireland. JSTOR:i25210443.{{استشهاد بدورية محكمة}}:  صيانة الاستشهاد: ref duplicates default (link)
- Lal, Muni (1923). Jahangir (بالإنجليزية). New Delhi: Vikas Publishing House.{{استشهاد بكتاب}}:  صيانة الاستشهاد: ref duplicates default (link)
- Prasad, Beni (1930). History Of Jahangir (بالإنجليزية) (2nd ed.). Allahabad: The Indian Press.{{استشهاد بكتاب}}:  صيانة الاستشهاد: ref duplicates default (link)
- Awangābādī, Shāhnavāz Khān; ibn Shāhnavāz, ʻAbd al-Ḥayy (1952). The Maāthir-ul-umarā: Being Biographies of the Muhammādan and Hindu Officers of the Timurid Sovereigns of India from 1500 to about 1780 A.D (بالإنجليزية). Translated by H. Beveridge. Calcutta: Calcutta Oriental Press. Vol. II.
- Shyam, Radhey (1966). The Kingdom of Ahmadnagar (بالإنجليزية). Motilal Banarsidass Publ. ISBN:9788120826519. Archived from the original on 2020-05-19.{{استشهاد بكتاب}}:  صيانة الاستشهاد: ref duplicates default (link)
- Shujauddin, Mohammad; Shujauddin, Razia (1967). The Life and Times of Noor Jahan (بالإنجليزية). Lahore: The Caravan Book House. Archived from the original on 2023-05-21.
- Majumdar, R. C., ed. (1974). The Mughul Empire. The History and Culture of the Indian People (بالإنجليزية). Bombay: Bharatiya Vidya Bhavan. Vol. VII.{{استشهاد بكتاب}}:  صيانة الاستشهاد: ref duplicates default (link)
- Prasad, Ishwari (1974). The Mughal Empire (بالإنجليزية). Chugh Publications. Archived from the original on 2023-05-21.{{استشهاد بكتاب}}:  صيانة الاستشهاد: ref duplicates default (link)
- Lal, K.S. (1988). The Mughal harem (بالإنجليزية). New Delhi: Aditya Prakashan. ISBN:9788185179032.{{استشهاد بكتاب}}:  صيانة الاستشهاد: ref duplicates default (link)
- Nath, Renuka (1990). Notable Mughal and Hindu women in the 16th and 17th centuries A.D. (بالإنجليزية). Inter-India Publications. ISBN:9788121002417. Archived from the original on 2020-05-23.{{استشهاد بكتاب}}:  صيانة الاستشهاد: ref duplicates default (link)
- Findly, Ellison Banks (1993). Nur Jahan, empress of Mughal India (بالإنجليزية). New York: Oxford University Press. ISBN:9780195360608. Archived from the original on 2020-06-07.{{استشهاد بكتاب}}:  صيانة الاستشهاد: ref duplicates default (link)
- Richards, John F. (1993). The Mughal Empire (بالإنجليزية). Cambridge: Cambridge University Press. DOI:10.1017/CBO9780511584060. ISBN:9780511584060. Archived from the original on 2022-04-16.{{استشهاد بكتاب}}:  صيانة الاستشهاد: ref duplicates default (link)
- Lobato, Manuel (Julho 1995). "Relações comerciais entre a Índia e a costa africana nos séculos XVI e XVII. O papel do Guzerate no comércio de Moçambique". Mare Liberum (بالبرتغالية). 9. ISSN:1768-0484. Archived from the original on 2022-08-02. {{استشهاد بدورية محكمة}}: تحقق من التاريخ في: |سنة= (help)
- Burton, Audrey (1997). The Bukharans:a dynastic, diplomatic, and commercial history, 1550–1702 (بالإنجليزية). Palgrave Macmillan. ISBN:9780312173876. Archived from the original on 2016-10-28.{{استشهاد بكتاب}}:  صيانة الاستشهاد: ref duplicates default (link)
- Edwin J., Donald F.; Van Kley (1998). Asia in the Making of Europe (بالإنجليزية) (Paperback ed.). University of Chicago Press. Vol. III. ISBN:0226467686. Archived from the original on 2023-05-07.
- Jahangir, Nur-ud-Din Muhammad (1999). The Jahangirnama: memoirs of Jahangir, Emperor of India (بالإنجليزية). Translated by Wheeler M. Thackston. Oxford University Press. ISBN:0195127188.{{استشهاد بكتاب}}:  صيانة الاستشهاد: ref duplicates default (link)
- Vetticad, Anna M. M. (27 Sep 1999). "Model Milind Soman to play Salim in serial Noorjahan on DD1". India Today (بالإنجليزية). Archived from the original on 2016-08-15. Retrieved 2016-07-12.{{استشهاد بمجلة}}:  صيانة الاستشهاد: ref duplicates default (link)
- Abu'l-Fazl (2000) [1907]. The Akbarnama of Abu'l-Fazl (بالإنجليزية). Translated by Henry Beveridge (reprinted ed.). Calcutta: The Asiatic Society. Vol. II. ISBN:8172360932.
- Abu'l-Fazl (2000) [1907]. The Akbarnama of Abu'l-Fazl (بالإنجليزية). Translated by Henry Beveridge (reprinted ed.). Calcutta: The Asiatic Society. Vol. III. ISBN:8172360932.
- Eraly, Abraham (2000). Emperors of the Peacock Throne: The Saga of the Great Mughals (بالإنجليزية). Penguin books. ISBN:9780141001432. Archived from the original on 2020-12-03.{{استشهاد بكتاب}}:  صيانة الاستشهاد: ref duplicates default (link)
- Mukherjee, Soma (2001). Royal Mughal Ladies and Their Contributions (بالإنجليزية). New Delhi: Gyan Publishing House. ISBN:8121207606.{{استشهاد بكتاب}}:  صيانة الاستشهاد: ref duplicates default (link)
- Bano, Shadab; Bano, Shadaba (2003). "Age Of Marriage In Pre-Colonial India". Proceedings of the Indian History Congress (بالإنجليزية). Indian History Congress. 64. ISSN:2249-1937. JSTOR:44145494. Archived from the original on 2021-10-01.
- Desai, Ziyaud-Din A. (2003). Purā-prakāśa: Recent Researches in Epigraphy, Numismatics, Manuscriptology, Persian Literature, Art, Architecture, Archaeology, History and Conservation (بالإنجليزية). Bharatiya Kala Prakashan. Vol. I. ISBN:9788180900075. Archived from the original on 2023-05-21.{{استشهاد بكتاب}}:  صيانة الاستشهاد: ref duplicates default (link)
- Eraly, Abraham (2004). The Mughal Throne: The Saga of India's Great Emperors (بالإنجليزية) (1st ed.). London: Phoenix. ISBN:9780753817582. Archived from the original on 2022-12-06.{{استشهاد بكتاب}}:  صيانة الاستشهاد: ref duplicates default (link)
- Robinson, Annemarie Schimmel (2004). Burzine K. Waghmar (ed.). The empire of the Great Mughals: history, art and culture (بالإنجليزية). Translated by Corinne Attwood (1st ed.). London: Reaktion Books. ISBN:1861891857.{{استشهاد بكتاب}}:  صيانة الاستشهاد: ref duplicates default (link)
- Chandra, Satish (2006). Medieval India: From Sultanat to the Mughals (بالإنجليزية) (2nd revised ed.). New Delhi: Har-Anand Publications. Vol. II. ISBN:8124110662. Archived from the original on 2023-05-21.{{استشهاد بكتاب}}:  صيانة الاستشهاد: ref duplicates default (link)
- Kohn, George C. (2007). Dictionary of wars (بالإنجليزية). Infobase Publishing. ISBN:9780816065776. Archived from the original on 2019-12-27.{{استشهاد بكتاب}}:  صيانة الاستشهاد: ref duplicates default (link)
- Richards, John F (2008). The New Cambridge History of India: Mughal Empire (بالإنجليزية). Delhi: Cambridge University Press. ISBN:9788185618494.{{استشهاد بكتاب}}:  صيانة الاستشهاد: ref duplicates default (link)
- Matthee, Rudi; Mashita, Hiroyuki (2012). "KANDAHAR iv. From The Mongol Invasion Through the Safavid Era". Encyclopædia Iranica (بالإنجليزية) (electronic ed.). Bibliotheca Persica Press. Vol. XV. Archived from the original on 2020-05-26.
- U, Saiam Z. (2012). Houseful The Golden Years of Hindi Cinema (بالإنجليزية). Om Books International. ISBN:9789380070254.
- Hansen, Valerie; Curtis, Ken (2013). Voyages in World History (بالإنجليزية). Cengage Learning. Vol. I. ISBN:9781285415123.
- Newman, Andrew J. (2013). Twelver Shiism: Unity and Diversity in the Life of Islam, 632 to 1722 (بالإنجليزية) (1st ed.). Edinburgh: Edinburgh University Press. ISBN:9780748633302. JSTOR:10.3366/j.ctv2f4vj0f.{{استشهاد بكتاب}}:  صيانة الاستشهاد: ref duplicates default (link)
- Sen, Sailendra (2013). A Textbook of Medieval Indian History (بالإنجليزية). Primus Books. ISBN:9789380607344.{{استشهاد بكتاب}}:  صيانة الاستشهاد: ref duplicates default (link)
- Bajaj, J. K. (2014). On & Behind the Indian Cinema (بالإنجليزية). Diamond Pocket Books Pvt Ltd. ISBN:9789350836217.{{استشهاد بكتاب}}:  صيانة الاستشهاد: ref duplicates default (link)
- Maheshwri, Neha (24 Oct 2014). "Now, Jannat's younger brother to play Salim in a historical show – Times of India". The Times of India (بالإنجليزية). Archived from the original on 2018-06-17. Retrieved 2017-10-21.{{استشهاد ويب}}:  صيانة الاستشهاد: ref duplicates default (link)
- Singh, Pashaura; Fenech, Louis E., eds. (2014). The Oxford handbook of Sikh studies (بالإنجليزية). Oxford University Press. ISBN:9780199699308.
- Flores, Jorge (2015). The Mughal Padshah: A Jesuit Treatise on Emperor Jahangir's Court and Household (بالإنجليزية). Brill. ISBN:9789004307537.{{استشهاد بكتاب}}:  صيانة الاستشهاد: ref duplicates default (link)
- "মৌলভীবাজারের ঐতিহাসিক গয়ঘর খোজার মসজিদ". The Dhaka Times (بالبنغالية). 17 Jun 2016. Archived from the original on 2019-03-23. Retrieved 2019-02-23.
- Narayan, Kirin (2016). Everyday Creativity: Singing Goddesses in the Himalayan Foothills (بالإنجليزية). University of Chicago Press. ISBN:9780226407562. Archived from the original on 2023-05-21.{{استشهاد بكتاب}}:  صيانة الاستشهاد: ref duplicates default (link)
- Sharma, Sudha (2016). The Status of Muslim Women in Medieval India (بالإنجليزية). SAGE Publications India. ISBN:9789351505679.{{استشهاد بكتاب}}:  صيانة الاستشهاد: ref duplicates default (link)
- Tumbe, Chinmay (2018). India Moving: A History of Migration (بالإنجليزية). Penguin Random House India Private Limited. ISBN:9789353051631. Archived from the original on 2020-5-19. {{استشهاد بكتاب}}: تحقق من التاريخ في: |سنة= (help)

## وصلات خارجية
- نور الدين جهانكير على موقع الموسوعة البريطانية (الإنجليزية)
- مؤلفات نور الدين جهانكير في مشروع غوتنبرغ (بالإنجليزية)
- د. مُحمَّد علي عبد الحفيظ. "الكتابات الأثريَّة الباقية على عمائر مدينة لاهور في العصر المغولي الهندي (932 - 1182هـ/1526-1768م) دراسة مسحيَّة آثاريَّة" (PDF). مجلَّة الاتحاد العام للآثاريين العرب. ج. 10. مؤرشف من الأصل (PDF) في 2021-12-01.

| نور الدين جهانكير عاهل آل تيمور ولد: 30 آب (أغسطس) 1569 توفي: 28 تشرين الأوَّل (أكتوبر) 1627 |                            |                         |
| ألقاب ملكية                                                                                |                            |                         |
| سبقه جلال الدين أكبر                                                                       | سُلطان مغول الهند 1605–1627 | تبعه شهاب الدين شاهجهان |